# Liste d'élèves de l'École polytechnique
Cet article dresse une liste de polytechniciens célèbres ou très connus, classée par promotion, et par ordre alphabétique à l'intérieur de chacune d’elles.
Contrairement à la plupart des écoles d'ingénieurs et à l'instar de l'École nationale supérieure d'arts et métiers (ENSAM), la promotion est l'année d’entrée, et non celle de sortie. 

## Liste
| Promotion | Nom                                            | Activités principales |
| --------- | ---------------------------------------------- | --- |
| 1794      | Bertrand Alibert                               | ingénieur |
| 1794      | François Berge                                 | général napoléonien |
| 1794      | Charles Bérigny                                | ingénieur, député |
| 1794      | Simon Bernard                                  | militaire et homme politique |
| 1794      | Jean-Baptiste Biot                             | physicien |
| 1794      | Henri, Louis,Victor Bodson de Noirfontaine     | Colonel du génie, successivement directeur des fortifications de Mézières, de Tours et de Cherbourg |
| 1794      | Charles-Pierre Boullanger                      | ingénieur géographe |
| 1794      | Barnabé Brisson                                | ingénieur et mathématicien, auteur du projet du canal de Bruges à Gand |
| 1794      | André Brochant de Villiers                     | géologue, membre de l'Académie des sciences |
| 1794      | Charles Cagniard de Latour                     | physicien et chimiste |
| 1794      | Philippe Joseph Marie Caristie                 | ingénieur des ponts et chaussées, qui participa à l'expédition d'Égypte |
| 1794      | Gaspard de Chabrol                             | préfet de la Seine |
| 1794      | Antoine-Léonard de Chézy                       | traducteur, membre de l'Académie des inscriptions et belles-lettres |
| 1794      | Charles Desormes                               | chimiste et homme politique |
| 1794      | Charles Louis Dinet                            | mathématicien |
| 1794      | Georges Dufaud                                 | maître de forges, industriel |
| 1794      | Louis-Benjamin Francœur                        | mathématicien, membre de l'Académie des sciences |
| 1794      | Louis de Gallois                               | ingénieur |
| 1794      | Antoine-Marie Héron de Villefosse              | conseiller d'État, président du Conseil général des mines, membre de l'Académie des sciences |
| 1794      | Louis Huguet-Chateau                           | général du Premier Empire, chevalier d'Empire, officier de la Légion d'honneur et héros des guerres napoléoniennes |
| 1794      | Edmé François Jomard                           | ingénieur géographe et archéologue |
| 1794      | Louis Didier Jousselin                         | ingénieur et homme politique |
| 1794      | Corneille Lamandé                              | ingénieur, notamment auteur du pont d'Iéna, et homme politique, député de la Sarthe |
| 1794      | Michel Ange Lancret                            | ingénieur, membre de l'Institut d'Égypte |
| 1794      | Charles Moreau                                 | officier de marine, l'un des sinon le premier polytechnicien à servir dans cette arme |
| 1794      | Augustin Perier                                | industriel et homme politique, pair de France |
| 1794      | Louis Poinsot                                  | mathématicien et contributeur à la mécanique rationnelle |
| 1794      | Adrien Raffeneau-Delile                        | ingénieur |
| 1794      | Louis de Sainte-Aulaire                        | homme politique, diplomate et académicien |
| 1794      | Alexandre de Saint-Genis                       | ingénieur |
| 1794      | Jean Jacques Emmanuel Sédillot                 | orientaliste et astronome |
| 1794      | Charles Athanase Walckenaer                    | naturaliste |
| 1795      | Charles-Félix de Choiseul-Praslin              | homme politique, pair de France |
| 1795      | Pierre Faure                                   | ingénieur géographe |
| 1795      | Jean-Baptiste-Omer Lavit                       | professeur des Beaux-Arts de Paris et de l'école gratuite de dessin |
| 1795      | Étienne Louis Malus                            | physicien |
| 1795      | Jean-Marie Maurouard                           | officier de Marine |
| 1796      | Joseph Charles Bailly                          | minéralogiste |
| 1796      | Pierre-François-Xavier Bouchard                | ingénieur militaire célèbre pour la découverte de la pierre de Rosette |
| 1796      | Louis Bourdon                                  | mathématicien |
| 1796      | Henri Dominique Lallemand                      | général français de la Révolution et de l'Empire qui s'exile aux États-Unis sous la Restauration |
| 1796      | Charles Joseph Minard                          | ingénieur célèbre pour ses inventions dans le domaine de la traduction graphique et cartographique appliquée au génie civil et aux statistiques |
| 1796      | Antoine-Rémy Polonceau                         | ingénieur |
| 1796      | Alexandre-Pierre Odart                         | ampélographe |
| 1796      | Édouard de Villiers du Terrage                 | archéologue et égyptologue |
| 1797      | Victor Destutt de Tracy                        | homme politique, député, ministre de la Marine |
| 1797      | Louis Joseph Gay-Lussac                        | physicien |
| 1797      | Henri-Alexis de Tholosé                        | général de division, commandant de l'École polytechnique de 1831 à 1839 |
| 1798      | Prosper de Barante                             | académicien, historien et homme politique |
| 1798      | Pierre Berthier                                | géologue et minéralogiste |
| 1798      | Charles-Armand de Failly                       | homme politique, député de la Haute-Marne |
| 1798      | Alexandre Gérard                               | naturaliste |
| 1798      | Siméon Denis Poisson                           | mathématicien |
| 1799      | Jules Anglès                                   | haut fonctionnaire et homme politique |
| 1799      | Hyacinthe de Bougainville                      | contre-amiral |
| 1799      | Antoine-Gabriel Christin                       | officier d'ordonnance de Napoléon Ier |
| 1799      | Louis-Aimé Cosmao Dumanoir                     | amiral |
| 1799      | Gaspard Gourgaud                               | général et homme politique |
| 1799      | Antoine-Élie Lamblardie                        | inspecteur général des travaux maritimes, membre du conseil général des ponts et chaussées |
| 1799      | Ferdinand de Tascher                           | auditeur au Conseil d'État, Pair de France |
| 1800      | Anne Léonard Camille Basset de Châteaubourg    | auditeur au Conseil d'État, préfet |
| 1800      | Achille Le Tonnelier de Breteuil               | diplomate et homme politique, préfet, pair de France puis sénateur |
| 1800      | Giovanni Antonio Amedeo Plana                  | astronome et mathématicien |
| 1800      | Dorótheos Próios                               | érudit, professeur de sciences, directeur d'école grec, métropolite et saint orthodoxe |
| 1800      | Louis-Léger Vallée                             | ingénieur des ponts et chaussées, notamment auteur d'études pour le chemin de fer de Paris, Lille et Calais |
| 1801      | Georges de Chambray                            | général d'artillerie et historien |
| 1801      | Pierre Louis Dulong                            | chimiste et physicien |
| 1801      | Charles Dupin                                  | ingénieur et homme politique |
| 1801      | Henri-Joseph Paixhans                          | député et général d'artillerie |
| 1801      | Olry Terquem                                   | mathématicien et polémiste |
| 1801      | Jean-Gabriel Thiébault                         | général |
| 1802      | Louis Marie Baptiste Atthalin                  | homme politique et général |
| 1892      | Charles Nicolas Fabvier                        | militaire, ambassadeur et homme politique |
| 1802      | Jean-Baptiste-Charles Gauldrée-Boilleau        | général de division, commandant de l'École polytechnique de 1840 à 1844 |
| 1802      | Alexandre du Moncel                            | général et homme politique, député de la Manche et pair de France |
| 1802      | Henri Navier                                   | physicien |
| 1802      | Claude-Nicolas Vaudrey                         | général et homme politique, député puis sénateur |
| 1803      | François Arago                                 | physicien |
| 1803      | Pierre-Dominique Bazaine                       | officier du génie, ingénieur à la cour d'Alexandre Ier de Russie |
| 1803      | Charles Julien Brianchon                       | mathématicien |
| 1803      | Antoine Joseph Chrétien Defontaine             | ingénieur |
| 1803      | Étienne-Louis Lefébure de Fourcy               | mathématicien |
| 1803      | Claude-Louis Mathieu                           | astronome |
| 1804      | Auguste de Berthois                            | général, député de Vitré puis de Saint-Malo, président du conseil général de l’Ille-et-Vilaine |
| 1804      | Jacques Philippe Marie Binet                   | professeur de mécanique à Polytechnique |
| 1804      | Augustin Fresnel                               | inventeur de la lentille de Fresnel |
| 1804      | Pierre-François Hennocque                      | militaire et homme politique |
| 1804      | Pierre Michel Moisson-Desroches                | ingénieur en chef des mines, l’un des fondateurs de l’école des mineurs de Saint-Étienne et un des précurseurs du réseau ferré français |
| 1804      | Frédéric Pierre Morvan                         | militaire |
| 1804      | Jean-Marie de Silguy                           | membre de la Société pantomatique de Quimper, ingénieur des ponts-et-chaussées, fondateur du musée des beaux-arts de Quimper |
| 1804      | Louis Vicat                                    | ingénieur des ponts à Périgueux, il construit le pont de Souillac (Lot) sur la Dordogne ; constatant le durcissement de la chaux dans l’eau, il découvre le ciment |
| 1805      | Auguste Bouchard                               | militaire et homme politique, député de Seine-et-Oise |
| 1805      | Augustin Louis Cauchy                          | mathématicien ; éduqué par son père, admis à l’École du Panthéon, à Polytechnique puis aux Ponts, il participe à la construction du port de Cherbourg puis se tourne vers la recherche |
| 1805      | Charles Émile de Laplace                       | fils de Pierre-Simon de Laplace, il entre lieutenant en second au 6e régiment d’artillerie à cheval (1809) et fait les dernières campagnes de l’Empire |
| 1805      | Hubert Joseph Lyautey                          | général et homme politique, grand-père du maréchal Lyautey |
| 1806      | Charles-Marie d'Argent de Deux-Fontaines       | militaire et homme politique, député d'Eure-et-Loir |
| 1806      | Antoine Becquerel                              | physicien, grand-père d'Henri Becquerel, X1872 |
| 1806      | Claude Lucien Bergery                          | économiste |
| 1806      | Honoré-Charles Baston de La Riboisière         | militaire et homme politique, député puis sénateur |
| 1806      | Jean-Charles Langlois                          | militaire et peintre français |
| 1806      | Charles Antoine François Poirée                | ingénieur, inventeur du barrage à aiguilles |
| 1807      | Claude Burdin                                  | ingénieur des Mines, professeur à l’École des mineurs |
| 1807      | Jean Ernest Ducos de La Hitte                  | général d’artillerie |
| 1807      | Guillaume Henri Dufour                         | général suisse, urbaniste, cartographe, homme politique, cofondateur et premier président de la Croix-Rouge |
| 1807      | Jean Auguste Philibert Alexandre Lacordaire    | homme politique |
| 1807      | Alexis Thérèse Petit                           | physicien, connu pour ses travaux sur la chaleur |
| 1807      | Adrien Pichard                                 | urbaniste |
| 1807      | Jean-Victor Poncelet                           | mathématicien et général, directeur de l'École polytechnique |
| 1807      | Jean-Baptiste Philibert Vaillant               | maréchal de France, scientifique, membre de l'Académie des sciences |
| 1808      | Jean-François Armand                           | ingénieur des ponts-et-chaussées, député de l'Aube (1837-1848) |
| 1808      | Jean Baptiste Charles Belanger                 | mathématicien |
| 1808      | Gustave Coriolis                               | physicien |
| 1808      | Alexandre de Guillebon                         | Ingénieur des ponts et chaussées, professeur à l'école des ponts et chaussée |
| 1809      | Nicolas Chapuy                                 | graveur et lithographe |
| 1809      | Alexis Legrand                                 | homme politique, député de la Manche, pionnier du chemin de fer en France |
| 1809      | Armand Florimond Mimerel                       | ingénieur de la marine, auteur des plans du transfert de l'obélisque de Louxor à Paris |
| 1809      | Jean de Monlevade                              | ingénieur et fondateur de la sidérurgie brésilienne au XIXe siècle |
| 1810      | Charles-Marie-Joseph Despine                   | inspecteur des Mines, homme politique savoyard |
| 1810      | Denis Larabit                                  | homme politique, député puis sénateur |
| 1811      | Michel Bizot                                   | général de brigade, commandant de l'École polytechnique de 1852 à 1854, mort au siège de Sébastopol |
| 1811      | Paul Boutault                                  | général de brigade, commandant de l'École polytechnique en 1854 |
| 1811      | Philippe Gustave Doulcet                       | astronome, membre de l'Académie des sciences |
| 1811      | Armand Dufrénoy                                | géologue et minéralogiste |
| 1811      | Charles-Louis Largeteau                        | physicien et astronome |
| 1812      | Jacques Babinet                                | physicien et météorologiste |
| 1812      | Michel Chasles                                 | mathématicien |
| 1812      | Sadi Carnot                                    | physicien |
| 1812      | Franciade Fleurus Duvivier                     | général de division |
| 1812      | Émile Martin                                   | ingénieur et industriel |
| 1812      | Aristide Reboul-Coste                          | officier d'artillerie et homme politique, député de l'Hérault |
| 1813      | Adhémar Barré de Saint-Venant                  | mécanicien, membre de l'Académie des sciences |
| 1813      | Antoine Bussy                                  | pharmacien et chimiste, découvreur du béryllium |
| 1813      | Achille Chaper                                 | industriel et haut fonctionnaire |
| 1813      | Germinal Pierre Dandelin                       | mathématicien |
| 1813      | Barthélemy Prosper Enfantin                    | économiste |
| 1813      | Jean-Baptiste Guimet                           | industriel, découvreur de l'outremer artificiel |
| 1813      | Arthur Morin                                   | scientifique et général, membre de l'Académie des sciences |
| 1813      | Guillaume Piobert                              | militaire (artilleur) et scientifique |
| 1813      | Charles Pravaz                                 | chirurgien orthopédiste, inventeur de la seringue hypodermique à piston |
| 1814      | Alexandre Bertrand                             | médecin, écrivain et chroniqueur scientifique |
| 1814      | Auguste Comte                                  | philosophe, exclu de l'École en 1816, à la Restauration, comme l'ensemble des élèves de sa promotion, ne s'est pas représenté |
| 1814      | Jean-Marie Duhamel                             | mathématicien, membre de l'Académie des sciences |
| 1814      | Gabriel Lamé                                   | mathématicien et physicien |
| 1814      | Guillaume Stanislas Marey-Monge                | petit-fils de Gaspard Monge, général et homme politique |
| 1814      | François Désiré Roulin                         | naturaliste, membre de l'Académie des sciences |
| 1814      | Charles Gilbert Tourret                        | agronome, ministre |
| 1815      | Irénée-Jules Bienaymé                          | probabiliste et statisticien |
| 1815      | Jean-Léonard-Marie Poiseuille                  | physicien et médecin |
| 1815      | Félix Savary                                   | astronome |
| 1816      | Émile Clapeyron                                | physicien |
| 1816      | Apollinaire Lebas                              | ingénieur de la marine, a assuré le transfert de l'obélisque de Louxor à Paris sur les plans d'Armand Florimond Mimerel |
| 1817      | Léonce Élie de Beaumont                        | géologue, membre de l'Académie des sciences |
| 1817      | Jules de Cholet                                | homme politique |
| 1817      | Charles-Joseph Colomès de Juillan              | ingénieur des chemins de fer et homme politique, député des Hautes-Pyrénées |
| 1817      | Isidore Didion                                 | général et scientifique |
| 1818      | Paul-Joseph Ardant                             | homme politique et général |
| 1818      | Charles Combes                                 | ingénieur |
| 1818      | Charles Eblé                                   | général, directeur de l'École polytechnique, inspecteur général de l'artillerie |
| 1819      | Joachim Barrande                               | géologue et paléontologue |
| 1819      | Louis, Olympe, Alphonse Bodson de Noirfontaine | Commandant en second de l'école Polytechnique, général du génie, directeur des fortifications de Paris |
| 1819      | Pierre Cabanel de Sermet                       | ingénieur des ponts et chaussées |
| 1819      | Auguste Chauchard                              | général de division |
| 1819      | Charles-Félix Morice de la Rue                 | ingénieur des ponts et chaussées |
| 1819      | Napoléon-Hector Soult de Dalmatie              | militaire, diplomate et homme politique |
| 1819      | Paulin Talabot                                 | entrepreneur des chemins de fer |
| 1820      | Édouard de Billy                               | géologue |
| 1820      | Louis Eugène Cavaignac                         | général et homme politique |
| 1820      | Giovanni Carandino                             | mathématicien, fondateur de l’École ionienne de mathématiques |
| 1820      | François de Chabaud-Latour                     | général et homme politique |
| 1820      | Charles Didion                                 | ingénieur, promoteur du chemin de fer |
| 1820      | Henri Lemulier                                 | député |
| 1820      | Joseph-Charles-Maurice Mathieu de La Redorte   | homme politique |
| 1820      | Camille de Montalivet                          | pair de France et ministre de Louis-Philippe |
| 1820      | Charles Rohault de Fleury                      | architecte |
| 1821      | Arthur Clarke                                  | officier d'artillerie |
| 1821      | Charles-Étienne Collignon                      | député |
| 1821      | Henry Darcy                                    | hydraulicien |
| 1821      | Louis Napoléon Lannes                          | duc de Montebello, polytechnicien démissionnaire |
| 1821      | Adolphe Niel                                   | maréchal de France |
| 1821      | Auguste Perdonnet                              | directeur de l'École centrale des arts et manufactures |
| 1821      | Léonce Reynaud                                 | architecte et directeur de l'École des ponts et chaussées |
| 1821      | Félix Rougane de Chanteloup                    | militaire et homme politique |
| 1821      | Anatole de Vivès                               | général |
| 1821      | Paul-Émile Wissocq                             | hydrographe et ingénieur, Préfet de la Charente-Maritime |
| 1822      | Antoine-Marie Chazallon                        | ingénieur hydrographe |
| 1822      | Jules Dupuit                                   | ingénieur et économiste |
| 1822      | Ferdinand de Jouvencel                         | conseiller d'État, député, président du Conseil d'État provisoire |
| 1822      | Urbain Dortet de Tessan                        | ingénieur hydrographe |
| 1822      | Edouard-James Thayer                           | haut fonctionnaire et sénateur du Second Empire |
| 1822      | Hippolyte de Villeneuve-Flayosc                | ingénieur géologue |
| 1823      | Octave de Chabannes                            | amiral, administrateur colonial et homme politique |
| 1823      | Prosper Chartier                               | industriel de la verrerie et maire de Douai |
| 1823      | Michel Chevalier                               | économiste |
| 1823      | Abel Transon                                   | mathématicien et journaliste politique |
| 1823      | André Gratien West                             | administrateur et historien militaire |
| 1824      | Jules Bernard-Dutreil                          | homme politique |
| 1824      | Benoît Darondeau                               | ingénieur hydrographe |
| 1824      | Louis de Lamoricière                           | ministre et général |
| 1824      | Auguste Marceau                                | officier de marine et militant chrétien |
| 1824      | Jean Reynaud                                   | philosophe et homme politique |
| 1825      | Agénor Azéma de Montgravier                    | militaire et archéologue |
| 1825      | Amédée Bommart                                 | |
| 1825      | Joseph Gratry                                  | philosophe et académicien |
| 1825      | Alexandre de Lavrignais                        | homme politique, sénateur de la Loire-Atlantique |
| 1825      | Frédéric Le Play                               | pionnier de la sociologie, promoteur du paternalisme patronal et de la maison individuelle |
| 1825      | Joseph Liouville                               | mathématicien |
| 1825      | Charles Rigault de Genouilly                   | amiral, ministre de la Marine sous le Second Empire |
| 1826      | Alphonse de Cardevac d'Havrincourt             | homme politique, député puis sénateur du Pas-de-Calais |
| 1826      | Victor Considerant                             | philosophe et économiste |
| 1826      | Napoléon Daru                                  | militaire, homme politique et académicien |
| 1826      | Félicien de Saulcy                             | archéologue et numismate, sénateur du Second Empire |
| 1826      | Henri Hureau de Senarmont                      | physicien, membre de l'Académie des sciences |
| 1826      | Alfred de Vergnette de Lamotte                 | utilisateur du chauffage et de la congélation du vin comme moyen de conservation du vin, avant Louis Pasteur |
| 1827      | Louis Auvray                                   | maire de Saint-Lô, député de la Manche |
| 1827      | Alfred Charles Ernest Franquet de Franqueville | directeur général des ponts et chaussées et des chemins de fer |
| 1828      | Emmanuel-Louis Grüner                          | ingénieur (métallurgiste, géologue) |
| 1828      | Charles Guillemaut                             | homme politique, député puis sénateur |
| 1828      | Edmond Le Bœuf                                 | maréchal de France |
| 1828      | François Tamisier                              | officier d'artillerie et homme politique |
| 1829      | Eugène Belgrand                                | ingénieur, membre de l'Académie des sciences |
| 1829      | Pierre Joseph François Bosquet                 | maréchal de France |
| 1829      | Auguste Bravais                                | physicien |
| 1829      | Allyre Bureau                                  | homme politique, écrivain, traducteur, journaliste et compositeur |
| 1829      | Grégoire Coffinières de Nordeck                | général de division, commandant de l'École polytechnique de 1860 à 1865 |
| 1829      | Léon Lalanne                                   | ingénieur et homme politique |
| 1829      | Michel-Eugène Lefébure de Fourcy               | ingénieur du Corps des mines |
| 1829      | Antoine Hector Thésée Treuille de Beaulieu     | général d'artillerie, inventeur du mousqueton Treuille de Beaulieu |
| 1829      | Louis Vaneau                                   | mort lors de la révolution de 1830 |
| 1830      | Nicolas-Armand Buvignier                       | ingénieur civil |
| 1830      | Idelphonse Favé                                | général de brigade, écrivain militaire, membre de l'Académie des sciences |
| 1830      | Auguste Forestier                              | ingénieur en chef des ponts et chaussées |
| 1830      | Pierre Alphonse Laurent                        | mathématicien |
| 1830      | Henri Victor Regnault                          | chimiste et physicien |
| 1831      | Félix de Boucheporn                            | ingénieur des mines, géologue, membre de l' Académie imperiale des sciences, belles-lettres et arts de Bordeaux |
| 1831      | Ernest Caylus                                  | |
| 1831      | Jacques-Joseph Ebelmen                         | chimiste |
| 1831      | Armand Laity                                   | officier et homme politique, préfet et sénateur du Second Empire |
| 1831      | Urbain Le Verrier                              | co-découvreur de la planète Neptune |
| 1831      | Auguste Nougarède de Fayet                     | publiciste, député de l'Aveyron |
| 1831      | Gaëtan de Rochebouët                           | général, président du Conseil |
| 1831      | Napoléon Suchet                                | homme politique |
| 1831      | Alexandre Charles Surell                       | ingénieur des chemins de fer et hydrographe |
| 1832      | André Denis Alfred Boissonnet                  | général |
| 1832      | Auguste Daubrée                                | géologue |
| 1832      | Hervé Faye                                     | astronome |
| 1832      | Louis Joseph Hanoteau                          | général |
| 1832      | Adolphe Auguste Mille                          | ingénieur, constructeur du Dépotoir municipal à Paris |
| 1832      | François Auguste Périnon                       | député abolitionniste, premier élève métis (martiniquais) |
| 1832      | Juste Frédéric Riffault                        | général et homme politique, commandant de l'École polytechnique de 1870 à 1873 |
| 1832      | Jean-Joseph Veye de Chareton                   | général et homme politique, député puis sénateur de la Drôme |
| 1832      | Adolphe Vuitry                                 | avocat, économiste et homme politique, ministre présidant le conseil d'État |
| 1832      | Pierre-Laurent Wantzel                         | mathématicien |
| 1833      | Ernest Arrighi de Casanova                     | ministre de l'Intérieur |
| 1833      | Eugène Charles Catalan                         | mathématicien |
| 1833      | Auguste Cahours                                | chimiste |
| 1833      | Jean Durand de Villers                         | général de division, commandant de l'École polytechnique de 1873 à 1876 |
| 1833      | Pierre-Edmond Teisserenc de Bort               | homme politique, ministre de l'Agriculture, député, sénateur et ambassadeur |
| 1833      | Henri Tresca                                   | ingénieur |
| 1833      | Clément Adrien Vincendon-Dumoulin              | hydrographe |
| 1834      | Philibert Bernard                              | capitaine au corps royal d'état-major, député de Saône-et-Loire |
| 1834      | François Jules Hilaire Chambrelent             | agronome |
| 1834      | Charles-Eugène Delaunay                        | astronome et mathématicien |
| 1834      | Charles Dombre                                 | ingénieur |
| 1834      | Charles-Louis Du Pin                           | colonel d'infanterie, commandant des contre-guérillas au Mexique |
| 1834      | Ernest Goüin                                   | fondateur de la Société de construction des Batignolles |
| 1834      | Louis Le Chatelier                             | ingénieur, pionnier français des chemins de fer |
| 1834      | Charles Renouvier                              | philosophe et académicien |
| 1834      | Adrien Ruelle                                  | ingénieur des ponts, qui réalise la percée du tunnel routier du Lioran |
| 1835      | Henri Dupuy de Lôme                            | ingénieur du génie maritime, membre de l'Académie des sciences |
| 1835      | Joseph Marie Élisabeth Durocher                | ingénieur des ponts et chaussées, universitaire et correspondant de l'Académie des sciences, géologue et explorateur à l'origine de la théorie moderne du magma |
| 1835      | Jean-Joseph Farre                              | général, ministre de la Guerre |
| 1835      | Paul-Gustave Froment                           | inventeur |
| 1835      | Jean Charles Galissard de Marignac             | chimiste |
| 1835      | Raymond Adolphe Séré de Rivières               | général |
| 1836      | Jean-Charles Alphand                           | ingénieur des ponts et chaussées |
| 1837      | Achille Delesse                                | minéralogiste, membre de l'Académie des sciences |
| 1837      | Agénor de Gramont                              | diplomate et ministre des Affaires étrangères |
| 1837      | Henri Masquelez                                | adjoint au maire de Lille et directeur des travaux municipaux, premier directeur de l'Institut industriel du Nord |
| 1838      | Jean-Augustin Barral                           | chimiste, physicien et agronome |
| 1838      | Alexandre-Émile Béguyer de Chancourtois        | géologue et minéralogiste |
| 1838      | Pierre-Ossian Bonnet                           | mathématicien, membre de l'Académie des sciences |
| 1838      | Louis Faidherbe                                | général |
| 1838      | Aimé Laussedat                                 | astronome, cartographe et photographe |
| 1838      | Maximilien Marie                               | mathématicien et homme politique, maire de Châtillon |
| 1838      | Alphonse Oudry                                 | ingénieur des ponts et chaussées, auteur du pont d'Arcole |
| 1838      | Joseph-Alfred Serret                           | mathématicien, astronome, membre de l'Académie des sciences |
| 1839      | Auguste Ernest d'Aboville                      | homme politique, député du Loiret |
| 1839      | Joseph Bertrand                                | mathématicien, membre de l'Académie française |
| 1839      | Paul Eugène Bontoux                            | industriel, banquier et homme politique |
| 1839      | François Prosper Jacqmin                       | directeur de la Compagnie des chemins de fer de l'Est |
| 1840      | Adolphe Godin de Lépinay                       | ingénieur des ponts et chaussées du canal de Panama, auteur du projet |
| 1840      | Alexandre Lavalley                             | ingénieur et homme politique, sénateur du Calvados |
| 1840      | Édouard Phillips                               | mécanicien, membre de l'Académie des sciences |
| 1841      | Jacques Antoine Charles Bresse                 | mathématicien, membre de l'Académie des sciences |
| 1841      | Eugène Caillaux                                | ingénieur et un homme politique, ministre des Finances |
| 1842      | Louis de Bussy                                 | inspecteur général du génie maritime, membre de l'Académie des sciences |
| 1842      | Pierre Philippe Denfert-Rochereau              | colonel, défenseur de Belfort durant la guerre de 1870, puis député |
| 1842      | Charles Hermite                                | mathématicien, membre de l'Académie des sciences |
| 1842      | Gustave Maurouard                              | industriel |
| 1843      | Charles Ploix                                  | ingénieur hydrographe de la Marine, président de la Société d'anthropologie de Paris, de la Société des traditions populaires et de la Société de linguistique de Paris |
| 1843      | Alfred Pourrat                                 | général de brigade, commandant de l'École polytechnique de 1878 à 1880 |
| 1843      | Adrien Charles Salanson                        | général de division, commandant de l'École polytechnique de 1876 à 1878 |
| 1843      | François Hippolyte Désiré Mantion              | ingénieur des ponts et chaussées, directeur de la Compagnie du chemin de fer de Paris à Orléans et professeur à l'École centrale des arts et manufactures |
| 1844      | Sylvain Jutier                                 | ingénieur des mines |
| 1844      | Alexis de La Grange                            | homme politique, député du Nord |
| 1844      | Albert Ricot                                   | homme politique, député de la Haute-Saône |
| 1844      | Henri Varroy                                   | ingénieur et homme politique, ministre des Travaux publics |
| 1845      | Aimé Blavier                                   | ingénieur et homme politique, maire d'Angers et sénateur |
| 1845      | Édouard Cumenge                                | minéralogiste |
| 1845      | Jacques Léon Gallimard                         | général de division, commandant de l'École polytechnique de 1880 à 1883 |
| 1845      | Charles-Romain Lan                             | ingénieur, président de la Lyonnaise des eaux |
| 1846      | Adrien Bayssellance                            | ingénieur et homme politique, maire de Bordeaux |
| 1846      | Henry Bazin                                    | hydraulicien |
| 1846      | Charles de Freycinet                           | président du Conseil |
| 1847      | Anatole Bouquet de La Grye                     | ingénieur hydrographe, membre de l'Académie des sciences |
| 1847      | Ambroise Jules Joubert-Bonnaire                | industriel et homme politique, député de Maine-et-Loire |
| 1847      | Aimé-Henry Résal                               | mécanicien, membre de l'Académie des sciences |
| 1848      | Louis Ernest Ducos de La Hitte                 | général d'artillerie |
| 1848      | Jean-Albert Gauthier-Villars                   | ingénieur et éditeur, directeur de la maison d'édition Gauthier-Villars |
| 1848      | Amédée Mannheim                                | ingénieur, officier et mathématicien, colonel d’artillerie et professeur de géométrie descriptive à l’École polytechnique, il prolonge l’œuvre de Chasles en réunissant en un corps de doctrine, les propositions de la géométrie ; aussi l'inventeur de la règle à calcul                        |
| 1848      | Jules Pellechet                                | architecte |
| 1848      | Léon Riant                                     | député de l'Allier |
| 1849      | Ernest Cézanne                                 | ingénieur et homme politique, député des Hautes-Alpes |
| 1849      | Édouard Collignon                              | physicien, membre fondateur de l'Association française pour l'avancement des sciences |
| 1849      | Auguste Laugel                                 | historien et philosophe |
| 1850      | Edmond Bour                                    | mathématicien |
| 1850      | Théophile Ferron                               | général et ministre |
| 1850      | Edmond Humblot                                 | inspecteur général des ponts et chaussées, directeur général des eaux de Paris et ministre |
| 1850      | Charles Peaucellier                            | militaire, inventeur du dispositif de Paucellier |
| 1850      | Edmond Ploix                                   | ingénieur hydrographe de la Marine |
| 1851      | François Ernest Mallard                        | cristallographe et minéralogiste |
| 1851      | François Jacques Dominique Massieu             | mathématicien et physicien |
| 1851      | Joseph de Miribel                              | général |
| 1851      | Léon-Vivant Moissenet                          | minéralogiste |
| 1852      | Théophile Labat                                | ingénieur de la marine militaire, constructeur maritime, économiste, inventeur, concepteur des cales de halage adaptées à tous navires, député de la Gironde |
| 1852      | Henry Périer de Lahitolle                      | colonel, directeur des établissements militaires de Bourges, enseignant à l'École polytechnique |
| 1852      | Auguste Mercier                                | ministre de la Guerre |
| 1852      | Eugène Rouché                                  | mathématicien, membre de l'Académie des sciences |
| 1852      | Adolphe de Saint-Germain                       | général et homme politique, sénateur |
| 1853      | Charles Ragon de Bange                         | officier et inventeur spécialiste de l'artillerie |
| 1853      | Paul de Broglie                                | théologien |
| 1853      | Edmond Laguerre                                | mathématicien |
| 1853      | François Perrier                               | général et géographe |
| 1853      | Henri Rouart                                   | ingénieur, industriel, artiste-peintre et collectionneur français |
| 1854      | Émile Cheysson                                 | ingénieur et réformateur social |
| 1854      | Charles Cotard                                 | ingénieur |
| 1854      | Tony Dombre                                    | ingénieur et homme politique |
| 1854      | Basile Gras                                    | général, inventeur du fusil Gras |
| 1854      | Émile Mathieu                                  | mathématicien |
| 1854      | Armand Rousseau                                | ingénieur et homme politique |
| 1855      | Éloi Béral                                     | inspecteur général des mines, sénateur et préfet du Lot |
| 1855      | Jules Dingler                                  | ingénieur des ponts et chaussées |
| 1855      | Charles Ernest Huin                            | ingénieur de la Marine |
| 1855      | Camille Jordan                                 | mathématicien |
| 1855      | Marie Adèle Pierre Jules Tissot                | géologue |
| 1856      | Edmond Fuchs                                   | géologue |
| 1856      | Adrien Germain                                 | ingénieur hydrographe |
| 1856      | Louis Hippolyte Gustave Koch                   | directeur de la maison de champagne Koch, maire d'Avize |
| 1856      | Hippolyte Langlois                             | général, homme politique et académicien |
| 1856      | Charles Ledoux                                 | industriel, fondateur de la société minière et métallurgique de Peñarroya |
| 1856      | Charles Lenthéric                              | géographe |
| 1856      | Maurice Lévy                                   | professeur de mécanique au Collège de France |
| 1856      | Léonce Verny                                   | ingénieur, constructeur de l'arsenal de Yokosuka |
| 1856      | Émile Zurlinden                                | général et homme politique, ministre de la Guerre |
| 1857      | Louis André                                    | général, impliqué dans l'affaire des fiches |
| 1857      | Jules Brunet                                   | militaire, inspira le film The Last Samurai |
| 1857      | Sadi Carnot                                    | président de la République |
| 1857      | Alfred-Aimé Flamant                            | ingénieur hydrographe |
| 1857      | Georges Forestier                              | inspecteur général des Ponts et chaussées, président du Congrès international de l'automobile |
| 1857      | Alfred Potier                                  | physicien, mathématicien, ingénieur du Corps des mines, membre de l'Académie des sciences |
| 1857      | Albert de Rochas d'Aiglun                      | historien militaire et parapsychologue |
| 1857      | Armand Silvestre                               | écrivain, librettiste et critique d'art |
| 1858      | Louis-Émile Bertin                             | mathématicien, inventeur, ingénieur général du génie maritime, créateur de la marine militaire du Japon |
| 1858      | Charles Bontemps                               | ingénieur des télégraphes |
| 1858      | Marie-Adolphe Carnot                           | géologue, membre de l'Académie des sciences, ingénieur du Corps des mines |
| 1858      | Albert de Lapparent                            | géologue, membre de l'Académie des sciences |
| 1858      | Clément Georges Lemoine                        | |
| 1858      | Hippolyte Sebert                               | scientifique et général |
| 1859      | Hilaire de Chardonnet                          | ingénieur et industriel, inventeur de la soie artificielle, membre de l'Académie des sciences |
| 1859      | Charles-Ange Laisant                           | mathématicien et homme politique |
| 1860      | Chrétien Édouard Caspari                       | ingénieur général de première classe, hydrographe de la Marine et astronome |
| 1860      | Alfred Cornu                                   | physicien |
| 1860      | Adolphe Matrot                                 | ingénieur, directeur de l'administration des chemins de fer de l'État |
| 1861      | Jean-Baptistin Baille                          | Scientifique français, ami de lycee d'Emile Zola et Paul Cezanne (Les trois inséparables), directeur de l'usine Lemaire-Baille d'appareils d'optique et de jumelles, astronome a l'Observatoire de Paris, professeur d'optique et d'acoustique a l'école de physique-chimie industrielle de Paris |
| 1861      | Auguste Choisy                                 | historien de l'architecture |
| 1861      | Alfred Durand-Claye                            | ingénieur chargé de l'assainissement de Paris |
| 1861      | Alfred de Foville                              | économiste et statisticien |
| 1861      | Émile Lemoine                                  | mathématicien, musicien amateur et initiateur du point Gamma |
| 1861      | Paul Tannery                                   | historien des sciences |
| 1862      | Charles Baïhaut                                | homme politique, ministre des travaux publics, seul personnage condamné dans l'affaire du scandale de Panama |
| 1862      | Albert Gisclard                                | ingénieur, concepteur d'un système de pont suspendu |
| 1862      | Georges Henri Halphen                          | mathématicien |
| 1862      | Auguste Michel Lévy                            | géologue, membre de l'Académie des sciences |
| 1862      | Alfred Picard                                  | ingénieur |
| 1862      | Louis-Nathaniel Rossel                         | homme politique, militaire et écrivain, ministre de la Guerre de la Commune de Paris |
| 1863      | Marcel Dieulafoy                               | archéologue |
| 1863      | Henri Douvillé                                 | paléontologue |
| 1863      | Albert de Préaudeau                            | Inspecteur général des Ponts et Chaussées |
| 1864      | Georges Fabre                                  | forestier, à l'origine du reboisement du massif de l'Aigoual |
| 1864      | Albert Sartiaux                                | directeur de l'exploitation de la compagnie des chemins de fer du Nord |
| 1865      | Henri Brocard                                  | mathématicien |
| 1865      | Joseph Achille Le Bel                          | chimiste |
| 1865      | Alexandre Percin                               | général, responsable du système des fiches anticléricales |
| 1865      | Georges Sorel                                  | philosophe et sociologue, théoricien du syndicalisme-révolutionnaire |
| 1866      | Emmanuel Ariès                                 | militaire et thermodynamicien |
| 1866      | François Goiran                                | ministre de la Guerre, maire de Nice |
| 1866      | Albert Olry                                    | ingénieur du corps des mines, directeur de l'Institut industriel du Nord, auteur des études concernant le bassin minier du Nord-Pas-de-Calais |
| 1866      | Charles Renard                                 | ingénieur et inventeur, aéronaute et pionnier de l'aviation |
| 1867      | Théophile Amourel                              | général |
| 1867      | Marcel Alexandre Bertrand                      | géologue, membre de l'Académie des sciences |
| 1867      | Michel Joseph Maunoury                         | maréchal de France |
| 1867      | Victor Joseph Antoine Meunier                  | général |
| 1867      | Léonce-Abel Mazoyer                            | ingénieur des ponts et chaussées |
| 1868      | Louis Archinard                                | général |
| 1868      | Camille Krantz                                 | homme politique |
| 1868      | Édouard Laffon de Ladébat                      | général |
| 1868      | André Pelletan                                 | topographe |
| 1868      | Paul Rabel                                     | inspecteur général des ponts et chaussées |
| 1868      | Magnus de Sparre                               | balisticien |
| 1869      | Léon Boyer                                     | ingénieur, directeur général de la construction du canal de Panama |
| 1869      | Joseph Joffre                                  | maréchal de France |
| 1869      | Henry Le Chatelier                             | chimiste, découvreur du principe des équilibres chimiques, dit loi Le Chatelier |
| 1869      | Henri Lespinasse de Saune                      | Evêque titulaire de Rhizus à Madagascar |
| 1869      | Prosper Péchot                                 | Inventeur d'un système de chemin de fer militaire, la voie 60. |
| 1870      | Fulgence Bienvenüe                             | « père » du métro de Paris |
| 1870      | Eugène Anatole Demarçay                        | chimiste |
| 1870      | Louis Harel de la Noë                          | ingénieur en chef des ponts et chaussées dans les Côtes-d'Armor |
| 1870      | Pierre-Henri Hugoniot                          | officier de marine, spécialiste de balistique intérieure |
| 1870      | Louis Kreitmann                                | général de division, commandant de l'École polytechnique de 1908 à 1911 |
| 1871      | Jules Carpentier                               | ingénieur |
| 1871      | Ferdinand Foch                                 | maréchal de France, de Grande-Bretagne et de Pologne |
| 1871      | Henry Kuss                                     | pionnier de la sécurité dans les houillères, organisateur de l'École des mines de Douai |
| 1871      | Paul Séjourné                                  | ingénieur, constructeur de ponts en maçonnerie |
| 1872      | Albert Badoureau                               | ingénieur, ami et collaborateur de Jules Verne |
| 1872      | Henri Becquerel                                | un des trois découvreurs de la radioactivité, prix Nobel de physique |
| 1872      | Antoine Breguet                                | inventeur de téléphone à base de l'électrocapillarité |
| 1872      | Octave Callandreau                             | astronome |
| 1872      | Godefroy Cavaignac                             | homme politique, ministre |
| 1872      | Henri Deslandres                               | astronome, directeur de l'observatoire de Meudon puis de l'observatoire de Paris |
| 1872      | Léon Lecornu                                   | Professeur de mécanique Polytechnique Membre de l'académie des sciences puis directeur de l'académie des sciences (1931) |
| 1873      | Clément Colson                                 | haut fonctionnaire et économiste, Vice-président du Conseil d'État, membre de l'Académie des sciences morales et politiques |
| 1873      | Émile Fayolle                                  | maréchal de France |
| 1873      | Maurice Girod de l'Ain                         | militaire et historien |
| 1873      | Henri Poincaré                                 | mathématicien, savant universel, notamment fondateur de la théorie du chaos et précurseur de la théorie de la relativité restreinte |
| 1873      | Paul Vieille                                   | chimiste et physicien |
| 1874      | Georges Chevalier                              | général |
| 1874      | Georges Coutagne                               | biologiste et naturaliste |
| 1874      | Fernand-Alexandre Curmer                       | général commandant le secteur de Toul au début de la Première Guerre mondiale, commandant de l'École polytechnique de 1916 à 1919 |
| 1874      | Charles Lallemand                              | géophysicien, membre de l'Académie des sciences |
| 1874      | Jules Lequier                                  | philosophe |
| 1875      | Charles Ferton                                 | entomologiste |
| 1875      | Charles Laurent                                | diplomate, fondateur du Crédit national |
| 1875      | Albert Louppe                                  | ingénieur et homme politique |
| 1875      | Constant Puyo                                  | photographe, un des chefs de file du pictorialisme |
| 1875      | Pierre Auguste Roques                          | général, un des premiers organisateurs de l'aviation militaire française, ministre de la Guerre |
| 1875      | Alfred Soubeiran                               | ingénieur du corps des mines, directeur de l'Institut industriel du Nord, auteur de l'étude sur le bassin minier du Nord-Pas-de-Calais |
| 1875      | Aimé Vaschy                                    | ingénieur et mathématicien |
| 1876      | Jules Andrade                                  | |
| 1876      | Robert Bourgeois                               | général, géographe, homme politique |
| 1876      | Eugène Guillet de la Brosse                    | industriel |
| 1876      | Auguste Édouard Hirschauer                     | général et homme politique, sénateur de la Moselle |
| 1876      | Paul Adrien LECORNU                            | Capitaine du génie au service des constructions du corps expéditionnaire au Tonkin avec Joseph Joffre (1886) puis missionnaire au Tonkin Occidental et curé de la cathédrale de Hanoï. |
| 1876      | Robert Nivelle                                 | militaire, généralissime pendant la Première Guerre mondiale |
| 1876      | Émilien-Félix Darde                            | militaire, général de brigade pendant la Première Guerre mondiale |
| 1877      | Jean Dumézil                                   | général |
| 1877      | Émile Belot                                    | ingénieur en chef des manufactures de l'État, inventeur, astronome |
| 1878      | Louis Adrian                                   | intendant militaire, concepteur du casque Adrian |
| 1878      | Alfred Dreyfus                                 | officier, accusé à tort de haute trahison en 1894 dans l'affaire Dreyfus |
| 1878      | Gaston Moch                                    | pacifiste et espérantiste |
| 1878      | Pierre Termier                                 | géologue |
| 1878      | Georges Louis Edmond Jullien                   | général |
| 1879      | François Anthoine                              | général |
| 1879      | Jean-Baptiste Eugène Estienne                  | général, père de l'arme blindée française |
| 1879      | Louis de Launay                                | géologue et spéléologue |
| 1879      | Georges Weiss                                  | médecin, physicien, ingénieur et neurophysiologiste |
| 1880      | Amédée Alby                                    | ingénieur des ponts et chaussées |
| 1880      | Paul Baratte                                   | inspecteur général des ponts et chaussées, directeur du service des eaux et de l'assainissement de Paris |
| 1880      | Amédée Henri Guillemin                         | général, directeur des services de l'aéronautique |
| 1880      | Louis Fabry                                    | astronome et mathématicien |
| 1880      | Camille Mortenol                               | militaire, premier élève noir (guadeloupéen) |
| 1881      | Alphonse Édouard Caron                         | général |
| 1881      | Albert Dormoy                                  | député et chef d'entreprise |
| 1881      | Albert Gérard                                  | homme politique, sénateur des Ardennes |
| 1881      | Amédée Jobin                                   | ingénieur et chef d'entreprise |
| 1881      | Auguste Rateau                                 | ingénieur et chef d'entreprise, membre de l'Académie des sciences, premier président de l'Association française de normalisation |
| 1881      | Jean-Baptiste Roche                            | lieutenant-colonel du génie et fondateur de l'École supérieure d'aéronautique et de construction mécanique (future SUPAERO) |
| 1882      | Pierre Devoluy                                 | colonel du Génie, écrivain, Capoulié du Félibrige |
| 1882      | Charles Joseph Dupont                          | général |
| 1882      | Édouard Estaunié                               | ingénieur, écrivain et académicien |
| 1882      | Charles Nollet                                 | général et homme politique, ministre de la Guerre |
| 1882      | Maurice Pellé                                  | général, premier chef de l'état-major tchécoslovaque |
| 1882      | Alfred Perot                                   | coïnventeur de l'interféromètre de Fabry-Perot |
| 1882      | Marcel Prévost                                 | écrivain et académicien |
| 1882      | Jacques Rouché                                 | directeur de l'Opéra de Paris |
| 1883      | André Blondel                                  | inventeur de l'oscillographe |
| 1883      | André Broca                                    | physicien et médecin, membre de l'Académie nationale de médecine |
| 1883      | Gédéon Geismar                                 | |
| 1883      | Antoine Huré                                   | général |
| 1883      | Alphonse Nudant                                | général d'artillerie |
| 1884      | Louis Bernard                                  | général de division |
| 1884      | Prosper Jules Charbonnier                      | |
| 1884      | Alexandre-Robert Conty                         | diplomate |
| 1884      | Émile Rimailho                                 | ingénieur et industriel, spécialiste de l'artillerie |
| 1885      | Auguste Boulanger                              | mathématicien |
| 1885      | Georges Charpy                                 | chimiste |
| 1885      | Charles Fabry                                  | physicien |
| 1885      | Georges Friedel                                | minéralogiste |
| 1885      | Patrice Mahon                                  | écrivain et officier d'artillerie mort pour la France en 1914 |
| 1886      | Gabriel Maugas                                 | concepteur de sous-marins |
| 1886      | Ernest Seillière                               | écrivain et académicien |
| 1886      | Paul Louis Weiss                               | ingénieur |
| 1887      | Louis Bastien                                  | intendant-général et espérantiste, président de l'Association mondiale d'espéranto |
| 1887      | Edmond Buat                                    | général |
| 1887      | Cherif Cadi                                    | militaire et écrivain, premier élève musulman algérien |
| 1887      | Gustave Ferrié                                 | général et scientifique, pionnier de la radiodiffusion |
| 1887      | Charles Koechlin                               | compositeur |
| 1887      | Alfred-Marie Liénard                           | physicien |
| 1887      | Alfred Poindron                                | général |
| 1887      | Eugène Verlant                                 | ingénieur des mines attaché aux chemins de fer, donne son nom au code Verlant |
| 1888      | Léon Accambray                                 | homme politique, député de l'Aisne |
| 1888      | Michel Corday                                  | romaniste |
| 1888      | Eugène Lenfant                                 | officier d'artillerie coloniale, connu pour ses missions de reconnaissance et de ravitaillement sur le fleuve Niger |
| 1888      | Louis Gabriel Madiot                           | aviateur |
| 1888      | Louis Maurin                                   | homme politique, ministère de la Guerre |
| 1889      | Jacques-Paul Faure                             | officier |
| 1889      | Émile Jouguet                                  | physicien |
| 1890      | Charles Louis Joseph Belhague                  | général, président de la Commission d'organisation des régions fortifiées qui conçut la ligne Maginot |
| 1890      | Henri Dulac                                    | mathématicien |
| 1890      | Hippolyte Enselme                              | militaire et explorateur en Asie |
| 1890      | Alexandre Giros                                | ingénieur, cofondateur et président de la Société générale d'entreprises, aujourd'hui Vinci |
| 1890      | Jean Javal                                     | homme politique |
| 1890      | Gaston Leinekugel Le Cocq                      | ingénieur hydrographe, ingénieur constructeur, entrepreneur |
| 1890      | Albert Lebrun                                  | dernier président de la IIIe République |
| 1890      | Louis Loucheur                                 | homme politique |
| 1891      | Max Bahon                                      | directeur général de la Compagnie du Canal de Suez |
| 1891      | Alexis Callies                                 | militaire et homme politique, député de la Haute-Savoie |
| 1891      | Jean Louis Albert Linard                       | général |
| 1891      | Louis Suquet                                   | ingénieur, chargé des travaux du métro de Paris |
| 1891      | Louis Vennin                                   | officier de marine attaché naval à Riga (Lettonie) |
| 1892      | Charles Faroux                                 | ingénieur automobile et journaliste, créateur des 24 Heures du Mans |
| 1892      | Charles-Célien Fracque                         | général, un des pionniers de la radiotélégraphie |
| 1892      | Paul Helbronner                                | alpiniste et géodésien, membre de l'Académie des sciences |
| 1893      | Hippolyte Parodi                               | ingénieur, un des précurseurs de l'électrification du réseau ferroviaire français en courant continu 1500 V |
| 1894      | Louis-Eugène Faucher                           | général |
| 1894      | Pierre Héring                                  | stratège militaire et historien |
| 1895      | André-Louis Cholesky                           | mathématicien et militaire |
| 1895      | Marc Sangnier                                  | journaliste et homme politique |
| 1896      | André Defline                                  | directeur général des mines de Courrières |
| 1896      | Maurice Lacoin                                 | ingénieur, industriel et homme d'affaires français |
| 1896      | Fernand Lavit                                  | officier d'artillerie de marine et administrateur colonial français |
| 1896      | Léon Charles Thévenin                          | ingénieur |
| 1897      | Jean Becquerel                                 | physicien |
| 1897      | Georges Blanchard                              | général |
| 1897      | Ernest Mercier                                 | directeur de la Compagnie française des pétroles |
| 1897      | Charles Regnauld                               | ingénieur, auteur du tunnel Maurice-Lemaire |
| 1898      | Émile-Georges Barrillon                        | ingénieur naval, membre de l'Académie des sciences |
| 1898      | André Citroën                                  | fondateur de l’entreprise d’automobiles Citroën |
| 1898      | Aimé Doumenc                                   | général |
| 1898      | Charles Griveaud                               | général |
| 1898      | Louis Marlio                                   | économiste, haut fonctionnaire, académicien et industriel |
| 1898      | Conrad Schlumberger                            | cofondateur de l’entreprise Schlumberger |
| 1899      | André Baud                                     | homme politique, député du Jura |
| 1899      | Albert Caquot                                  | bâtisseur et constructeur aéronautique |
| 1899      | Maurice Chavane                                | homme d'affaires |
| 1899      | Eugène Freyssinet                              | ingénieur, co-inventeur du béton précontraint |
| 1900      | Jules Aubrun                                   | chef d'entreprise, financier et ingénieur |
| 1900      | Raoul Dautry                                   | homme politique |
| 1900      | Albert Étévé                                   | pionnier de l'aéronautique, militaire, pilote et ingénieur |
| 1900      | Amédée Gaubert                                 | général d'intendance |
| 1900      | Edmond Viot Bodson de Noirfontaine             | Chargé de la fondation de l'Union des producteurs de matières colorantes, Administrateur de sociétés de la chimie dont les Établissements Kuhlmann |
| 1901      | Paul Dassault                                  | général et résistant |
| 1901      | Alfred Filuzeau                                | directeur de la Compagnie des Eaux et Électricité d'Indochine |
| 1901      | Maxime Germain                                 | officier général |
| 1901      | André Gillier                                  | industriel, fondateur de Lacoste |
| 1901      | Francis Mouronval                              | international de rugby au Stade français |
| 1901      | Pierre Mouronval                               | international de rugby au Stade français, commandant l'escadrille N 77 durant la première guerre mondiale |
| 1901      | Jacques Müntz                                  | arbitre international de rugby à XV |
| 1902      | Auguste Detœuf                                 | industriel, fondateur d’Alstom et essayiste |
| 1902      | Émile Girardeau                                | scientifique, inventeur du radar, académicien |
| 1903      | Joseph de La Porte du Theil                    | général, fondateur des Chantiers de la jeunesse française |
| 1903      | Gustave Yvon                                   | ingénieur-opticien |
| 1903      | Pierre Robert de Saint Vincent                 | général de corps d'armée, gouverneur militaire de Lyon de 1941 à 1942, Juste parmi les Nations |
| 1904      | Paul Lévy                                      | mathématicien, un des fondateurs de la théorie moderne des probabilités |
| 1905      | Léon Daum                                      | membre fondateur de la Haute Autorité |
| 1905      | Georges Painvin                                | cryptanalyste, décrypteur du chiffre ADFGVX utilisé par les Allemands |
| 1905      | Charles Malégarie                              | ingénieur, académicien |
| 1905      | Henri Charles Stroh                            | directeur des usines Schneider du Creusot, résistant, déporté. |
| 1906      | René Carmille                                  | haut fonctionnaire, résistant, mort pour la France en déportation |
| 1906      | Salvador de Madariaga                          | ingénieur, journaliste, diplomate, écrivain et homme d'État |
| 1907      | Étienne Audibert                               | homme politique et ingénieur |
| 1907      | Raymond Berr                                   | ingénieur, directeur des établissements Kuhlmann |
| 1907      | Gaston Haelling                                | ingénieur, directeur général de la Société de construction des Batignolles et préfet du Bas-Rhin |
| 1908      | René Norguet                                   | ingénieur et homme politique, secrétaire d'État sous Vichy |
| 1908      | Georges Valensi                                | ingénieur en télécommunications |
| 1909      | François Divisia                               | économiste |
| 1909      | Aimé Lepercq                                   | ministre des Finances et résistant |
| 1909      | Jules Mény                                     | directeur de la Compagnie française des pétroles, future « Total », et résistant |
| 1910      | André Coyne                                    | ingénieur des ponts et chaussées |
| 1910      | Paul Arthur Marie Chaudessolle                 | général de division |
| 1910      | Eugène Deloncle                                | homme politique |
| 1910      | Pierre Humbert                                 | |
| 1910      | André Metz                                     | général et vulgarisateur physique |
| 1911      | Paul Bernard                                   | chef d'entreprise et résistant |
| 1911      | Urbain Cassan                                  | architecte et ingénieur |
| 1911      | Jean-Édouard Verneau                           | résistant |
| 1912      | Émile Lemonnier                                | général |
| 1912      | Jules Moch                                     | ministre sous les IIIe et IVe Républiques |
| 1912      | Étienne Patte                                  | géologue, paléontologue, préhistorien et anthropologue |
| 1913      | Pierre Abraham                                 | journaliste, écrivain et essayiste |
| 1913      | Gustave Anduze-Faris                           | ingénieur |
| 1913      | Jean Aubert                                    | chef d'entreprise et ingénieur |
| 1913      | Jacques Barnaud                                | banquier et homme politique, délégué général aux Relations économiques franco-allemandes sous le régime de Vichy |
| 1913      | Jean Coutrot                                   | ingénieur, pionnier de l'organisation du travail |
| 1913      | John Nicolétis                                 | ingénieur, résistant, cofondateur d'X-CRISE |
| 1914      | Paul Baudouin                                  | inspecteur des finances, collaborateur, ministre des Affaires étrangères sous Vichy |
| 1914      | Edmond Friedel                                 | géologue |
| 1914      | Louis Kahn                                     | ingénieur général du génie maritime, dirigeant des constructions navales des Forces navales françaises libres |
| 1915      |                                                | Cette promotion n'existe pas car le concours a été annulé pour faits de guerre mondiale |
| 1916      | Marcel Ferrières                               | résistant, membre du mouvement Libération-Nord et du réseau Cohors |
| 1916      | Pierre Massé                                   | président d'Électricité de France |
| 1917      | René Nicolau                                   | ingénieur des ponts et chaussées, résistant, Compagnon de la Libération |
| 1917      | Maurice Roy                                    | professeur de mécanique à l'École polytechnique, pionnier français de la propulsion à réaction, directeur de l'Office national d'études et de recherches aérospatiales |
| 1918      | Pierre Ailleret                                | ingénieur |
| 1918      | Jean-Albert Grégoire                           | ingénieur en mécanique |
| 1918      | Eugène Raguin                                  | géologue |
| 1919S     | Marcel Bayard                                  | mathématicien |
| 1919S     | Jean Berthelot                                 | ingénieur, secrétaire d'État aux Transports et aux Communications sous Vichy |
| 1919S     | Jean Bertin                                    | résistant, compagnon de la Libération |
| 1919S     | Clément Blanc                                  | général d'Armée, Chef d'État Major de l'Armée de Terre |
| 1919S     | Pierre Brisac                                  | général |
| 1919S     | René Dugas                                     | ingénieur et historien des sciences |
| 1919S     | Louis Gentil                                   | militaire, résistant, Compagnon de la Libération |
| 1919S     | Maurice Lemaire                                | directeur général de la SNCF, ministre de la Reconstruction et du Logement |
| 1919S     | André Muffang                                  | champion de France d'échecs |
| 1919S     | Jacques Rueff                                  | économiste et académicien |
| 1919S     | Jacques Spitz                                  | écrivain |
| 1919N     | Pierre Baranger                                | scientifique |
| 1919N     | Paul Labat                                     | résistant |
| 1920S     | Paul Machuel                                   | directeur de l'usine Machuel & Néouze de 1922 à 1969 |
| 1920S     | André Aubréville                               | botaniste |
| 1920S     | Alfred Sauvy                                   | démographe, économiste, professeur au Collège de France |
| 1920S     | Jacques Stosskopf                              | résistant, ingénieur général du génie maritime |
| 1920N     | Jean Borotra                                   | joueur de tennis, un des Quatre Mousquetaires |
| 1920N     | Paul Gémon                                     | journaliste et patron de presse |
| 1920N     | André Gougenheim                               | ingénieur hydrographe général, académicien |
| 1920N     | Robert Le Masson                               | officier de marine, philosophe, poète, romancier |
| 1920N     | Louis Leprince-Ringuet                         | physicien, académicien, professeur au Collège de France |
| 1920N     | Jean-Marie Louvel                              | homme politique |
| 1920N     | Victor de Metz                                 | président de la Compagnie française des pétroles, créateur du nom « Total » donné par la suite à l'entreprise |
| 1921      | Honoré d'Estienne d'Orves                      | résistant |
| 1921      | André Mauzin                                   | ingénieur en chef de la SNCF, inventeur |
| 1921      | Jacques-Camille Paris                          | diplomate |
| 1921      | Étienne Piquiral                               | international de rugby, membre de l'équipe vice-championne olympique de rugby en 1924 |
| 1921      | Louis Vallon                                   | résistant, membre du BCRA et cofondateur des commandos de France, député de la Seine |
| 1922      | Gérard Bardet                                  | un des fondateurs du groupe X-Crise |
| 1922      | Robert Gibrat                                  | statisticien, économiste, ministre sous le régime de Vichy |
| 1922      | Pierre Laurent                                 | militant breton |
| 1922      | André Loizillon                                | ingénieur, un des fondateurs du groupe X-Crise |
| 1923      | Jean Bichelonne                                | haut fonctionnaire, collaborateur pendant l'Occupation, ministre sous Vichy |
| 1923      | Paul Repiton-Préneuf                           | résistant |
| 1924      | Marcel Aboulker                                | cinéaste |
| 1924      | Louis Armand                                   | résistant, directeur général de la SNCF, académicien |
| 1924      | Jean-Marie Conty                               | pilote |
| 1924      | Yves du Manoir                                 | international de rugby à XV |
| 1924      | Paul-Marie Pons                                | ingénieur, auteur du plan Pons |
| 1925      | René Cogny                                     | général |
| 1925      | Maurice Delage                                 | ingénieur, Compagnon de la Libération |
| 1926      | Charles Ailleret                               | général, chef d’état-major des armées |
| 1926      | Raymond Decugis                                | ingénieur des Ponts et Chaussées, résistant, Compagnon de la Libération |
| 1926      | Georges Glasser                                | joueur de tennis |
| 1926      | René Kenner                                    | joueur de football |
| 1926      | Joseph Roos                                    | président d'Air France |
| 1926      | Henri Ziegler                                  | aviateur, chef d'état-major des FFI, responsable du projet Concorde |
| 1927      | Raymond Abellio                                | écrivain |
| 1927      | Henri Desbruères                               | président d'Air France, président-directeur général de la Snecma, de Bull-General-Electric |
| 1928      | Pierre Guillaumat                              | homme politique et industriel |
| 1928      | André Jacob                                    | résistant, compagnon de la Libération |
| 1928      | Jean Kerisel                                   | expert en mécanique des sols |
| 1928      | André Pelabon                                  | haut fonctionnaire et industriel, préfet des Bouches-du-Rhône |
| 1929      | Mohamed Ali El Annabi                          | homme de sciences et militant |
| 1929      | André Decelle                                  | directeur général d’Électricité de France et président d'Aéroports de Paris |
| 1929      | Roger Lantenois                                | ingénieur des Ponts et Chaussées et résistant |
| 1929      | Jean Mouisset                                  | évêque de Nice |
| 1929      | Pierre Satre                                   | concepteur de l’avion de ligne Sud-Aviation SE 210 Caravelle |
| 1929      | Pierre Schaeffer                               | théoricien, compositeur et écrivain, « père » de la musique concrète et de la musique électroacoustique |
| 1930      | Charles Deutsch                                | ingénieur en aérodynamique et dans le domaine de l'automobile, directeur des courses des 24 Heures du Mans |
| 1930      | Jacques de Guillebon                           | général, résistant, compagnon de la Libération |
| 1930      | François Hussenot                              | ingénieur d’essai pour l’aviation, inventeur des premières « boîtes noires », un des fondateurs de l'École du personnel navigant d'essais et de réception |
| 1931      | Jean-Pierre Alem                               | écrivain |
| 1931      | Maurice Allais                                 | prix Nobel d'économie en 1988 |
| 1931      | Raymond Fischesser                             | ingénieur et haut fonctionnaire |
| 1931      | Jacques Maillet                                | résistant, compagnon de la Libération |
| 1932      | André Dewavrin                                 | résistant |
| 1932      | Charles Bricogne                               | résistant, compagnon de la Libération, mort pour la France |
| 1932      | Jacques Jacquesson                             | ingénieur atomiste, un des artisans de la première bombe atomique française |
| 1933      | Robert Aubinière                               | |
| 1933      | Max Barel                                      | résistant |
| 1933      | Jean Bourgeois-Pichat                          | directeur de l'INED |
| 1933      | Bernard Clappier                               | haut fonctionnaire, gouverneur de la Banque de France |
| 1933      | Jean Panhard                                   | président-directeur général de Panhard et Levassor |
| 1933      | André Rondenay                                 | résistant, compagnon de la Libération |
| 1933      | Maurice Rousselier                             | résistant |
| 1934      | Antoine Argoud                                 | militaire |
| 1934      | André Boulloche                                | homme politique, ministre de l'Éducation nationale, résistant, compagnon de la Libération |
| 1934      | Robert Mitterrand                              | ingénieur, frère du président François Mitterrand |
| 1935      | Maurice Bourgès-Maunoury                       | président du Conseil, résistant, compagnon de la Libération |
| 1936      | Maurice Lauré                                  | haut fonctionnaire, fiscaliste connu pour la création de la taxe sur la valeur ajoutée, président de la Société générale |
| 1936      | André de Peretti                               | |
| 1936      | Étienne Schlumberger                           | officier de marine, résistant et compagnon de la Libération |
| 1937      | Bernard Citroën                                | homme d'affaires et ingénieur |
| 1937      | Jean Ortusi                                    | directeur technique et recherche et développement au sein de la société Thomson-CSF, auteur scientifique et inventeur du guide d'onde électromagnétique français |
| 1938      | Claude Abadie                                  | clarinettiste de jazz |
| 1938      | Jean Bertin                                    | inventeur de l'aérotrain, missaire |
| 1938      | André Bollier                                  | résistant, compagnon de la Libération, mort pour la France |
| 1938      | Roger Denis                                    | lieutenant, pilote de chasse au sein de l'escadron de chasse 1/30 Normandie-Niemen, mort pour la France |
| 1938      | Bernard Gregory                                | physicien, responsable scientifique, professeur à l'École polytechnique |
| 1939      | René Granier de Lilliac                        | président-directeur général de Total |
| 1939      | Henri Lamaison                                 | président-directeur général de Esso S.A.F. |
| 1939      | Pierre Marion                                  | haut fonctionnaire, directeur général de la Sécurité extérieure (DGSE) |
| 1939      | Serge Ravanel                                  | résistant |
| 1939      | Urbain de La Croix                             | Officier mort pour la France |
| 1939      | Bertrand Schwartz                              | ingénieur au corps des mines et pédagogue, inspirateur des missions locales pour l'insertion professionnelle et sociale des jeunes |
| 1940      | Pierre Alby                                    | chef d'entreprise et ingénieur |
| 1940      | Claude Cheysson                                | haut fonctionnaire et homme politique |
| 1940      | Guy Dejouany                                   | industriel |
| 1940      | Albert Messiah                                 | physicien et résistant |
| 1940      | Ambroise Roux                                  | homme d'affaires |
| 1940      | Robert Saunal                                  | résistant, compagnon de la Libération |
| 1940      | André Turcat                                   | pilote d'essai, député européen |
| 1941      | Jules Horowitz                                 | physicien |
| 1941      | Jacques Mabile                                 | ingénieur et homme d'affaires |
| 1942      | Claude Bloch                                   | physicien |
| 1942      | Jean Couzy                                     | alpiniste, membre de l'expédition victorieuse de l'Annapurna et, avec Lionel Terray, premier vainqueur du Makalu |
| 1942      | Pierre Crousillac                              | général de corps d'armée |
| 1942      | Georges Édouard Delannoy                       | directeur général des Houillères du bassin du Centre Midi |
| 1942      | Bernard d'Espagnat                             | membre de l'Académie des sciences morales et politiques |
| 1942      | Jacques Friedel                                | physicien, membre de l'Académie des sciences, médaille d'or du CNRS |
| 1942      | Michel Collas                                  | Président de la Chambre Syndicale de la Sidérurgie, Hommes d'affa |
| 1942      | Claude Helffer                                 | pianiste |
| 1942      | Edmond Malinvaud                               | économiste |
| 1942      | Étienne Roth                                   | chimiste |
| 1943      | Christian Beullac                              | homme politique et industriel, directeur général de Renault, ministre |
| 1943      | Jacques Bourdu                                 | écrivain, spécialisé dans les analyses économiques libérales |
| 1943      | François du Castel                             | chercheur et ingénieur dans le domaine des télécommunications |
| 1943      | Claude Fréjacques                              | haut fonctionnaire et chimiste |
| 1943      | Jean-Charles Gille-Maisani                     | ingénieur, psychiatre et psychologue |
| 1943      | Louis Michel                                   | physicien mathématicien, membre de l'Académie des sciences |
| 1943      | Jean-Jacques Servan-Schreiber                  | cofondateur de L'Express, secrétaire général du Parti radical |
| 1944      | Jean Bounine-Cabalé                            | |
| 1944      | André Giraud                                   | haut fonctionnaire et homme politique, ministre de la Défense |
| 1944      | Valéry Giscard d'Estaing                       | ministre des Finances, puis président de la République, académicien |
| 1944      | André Lagarrigue                               | physicien |
| 1944      | Benoit Mandelbrot                              | découvreur de la loi de Mandelbrot et promoteur des fractales |
| 1944      | Pierre Laffitte                                | sénateur des Alpes-Maritimes |
| 1945      | Albert-Marie Besnard                           | dominicain, théologien catholique |
| 1945      | Bernard Hirsch                                 | urbaniste, principal concepteur de la ville nouvelle de Cergy-Pontoise |
| 1945      | Albert Jacquard                                | généticien |
| 1945      | Jacques Villiers                               | fondateur du Centre d'études de la navigation aérienne |
| 1946      | Serge Dassault                                 | président-directeur général du groupe industriel Marcel Dassault, homme politique |
| 1946      | Raymond Lévy                                   | président-directeur général de Renault |
| 1946      | Marcel Langer                                  | Compagnon de la Libération, directeur général adjoint du groupe Air liquide |
| 1946      | Jean Robieux                                   | physicien |
| 1947      | Jean Bastien-Thiry                             | ingénieur militaire de l’air, créateur du missile filoguidé SS-11 et organisateur de l’attentat du Petit-Clamart contre le général de Gaulle |
| 1947      | Didier Costes                                  | inventeur |
| 1947      | Henri Martre                                   | homme d'affaires, président-directeur général d'Aérospatiale |
| 1947      | Jacques Mélèse                                 | pionnier de l'analyse modulaire des systèmes |
| 1947      | Jean Méo                                       | haut fonctionnaire et homme politique |
| 1947      | Claude Perdriel                                | président-directeur général de SFA et cofondateur du Nouvel Observateur |
| 1947      | Bernard Pilon                                  | architecte et urbaniste |
| 1948      | Georges Besse                                  | président-directeur général de Renault, assassiné par des membres d'Action directe |
| 1948      | Maurice Bernard                                | ingénieur général des télécommunications |
| 1948      | Jean-Marc Garot                                | ingénieur et haut fonctionnaire |
| 1948      | Jacques Lesourne                               | économiste |
| 1949      | Jean Gandois                                   | président du Conseil national du patronat français (CNPF) |
| 1949      | Robert Dautray                                 | scientifique, membre de l'Académie des sciences |
| 1949      | Georges Matheron                               | mathématicien |
| 1949      | Jean-Paul Schützenberger                       | compositeur et pianiste |
| 1949      | Ionel Solomon                                  | physicien, membre de l'Académie des sciences |
| 1949      | Bernard Zimmern                                | chef d'entreprise |
| 1950      | René Audran                                    | haut fonctionnaire |
| 1950      | Michel Malherbe                                | encyclopédiste |
| 1950      | Louis Pouzin                                   | informaticien, membre de l'INRIA et inventeur du datagramme |
| 1950      | René Waldmann                                  | ingénieur |
| 1951      | Maurice Allègre                                | haut fonctionnaire |
| 1951      | Jacques Dondoux                                | ingénieur et homme politique |
| 1951      | Philippe Dupuis                                | X-Telecom, directeur du mobile à la DGT, président comité GSM à l'ETSI, co-inventeur de la norme GSM et co-receveur de la médaille 2018 IEEE/RSE James Clerk Maxwell |
| 1951      | Philippe Essig                                 | haut fonctionnaire, dirigeant d'entreprises et homme politique |
| 1951      | Raymond Stora                                  | physicien, directeur de recherche émérite du CNRS, correspondant de l'Académie des sciences |
| 1952      | Roger Balian                                   | membre de l'Académie des sciences, conseiller scientifique au CEA |
| 1952      | Charles Bigot                                  | ingénieur en aéronautique et directeur d’Arianespace de 1990 à 1997 |
| 1952      | Marc Chervel                                   | économiste |
| 1952      | Jean Morlet                                    | géophysicien précurseur dans le domaine des ondelettes |
| 1952      | Henri Pradier                                  | président-directeur général de Shell France et Maroc |
| 1952      | Gérard Théry                                   | haut fonctionnaire, directeur général des Télécommunications |
| 1953      | Jacques Ducuing                                | chercheur en optique et haut fonctionnaire |
| 1953      | Henri Epstein                                  | physicien mathématicien |
| 1953      | Marcel Froissart                               | physicien, professeur honoraire au Collège de France |
| 1953      | Bernard Quelquejeu                             | dominicain et philosophe |
| 1953      | Charles-Michel Marle                           | ingénieur et mathématicien |
| 1953      | Paul Vecchiali                                 | réalisateur |
| 1953      | François de Wissocq                            | ingénieur général des mines, président-directeur général de la Cogema |
| 1953      | Romain Zaleski                                 | homme d'affaires |
| 1954      | Robert Aymar                                   | physicien, directeur général du CERN |
| 1954      | Jacques Pitrat                                 | chercheur en intelligence artificielle symbolique |
| 1954      | Gérard Calot                                   | démographe et statisticien, directeur de l’Institut national d'études démographiques |
| 1954      | Bernard Pache                                  | président-directeur général de Pechiney |
| 1954      | Pierre Suard                                   | président-directeur général d'Alcatel Alsthom |
| 1954      | Bernard Ziegler                                | ingénieur et pilote d'essai |
| 1955      | Claude Bébéar                                  | fondateur et président-directeur général d'Axa |
| 1955      | Maurice Gross                                  | linguiste |
| 1955      | Philippe d'Iribarne                            | homme d'affaires et économiste |
| 1955      | Georges-Yves Kervern                           | inventeur des Cindyniques |
| 1955      | Mohamed Liassine                               | haut fonctionnaire et ministre |
| 1955      | Paul Henri Rebut                               | physicien |
| 1955      | Pierre Rosenstiehl                             | mathématicien |
| 1955      | Gérard Worms                                   | banquier |
| 1956      | Jean-Marie Descarpentries                      | président-directeur général de CarnaudMétalBox et de Bull |
| 1956      | Guy Laval                                      | physicien, membre de l'Académie des sciences |
| 1956      | André Lévy-Lang                                | banquier |
| 1956      | Claude Riveline                                | professeur de gestion à Mines ParisTech |
| 1956      | Lionel Stoléru                                 | homme politique |
| 1957      | Huy Duong Bui                                  | scientifique, membre de l'Académie des sciences |
| 1957      | Bernard Laponche                               | physicien, directeur général de l'Agence française pour la maîtrise de l'énergie (AFME) |
| 1957      | Michel-Louis Lévy                              | démographe et statisticien |
| 1957      | Michel Mendès France                           | scientifique |
| 1957      | Jean-Paul Parayre                              | président du conseil de surveillance de Vallourec, président du directoire de Peugeot-Citroën |
| 1958      | Paul Andreu                                    | architecte |
| 1958      | Edouard Brézin                                 | physicien, membre de l'Académie des sciences, directeur du CNRS |
| 1958      | Bernard Brunhes                                | chef d'entreprise |
| 1958      | Gilles Cohen-Tannoudji                         | physicien |
| 1958      | Daniel Dewavrin                                | président-directeur général de Luchaire, président de l'UIMM |
| 1958      | Gérard Fuchs                                   | économiste et homme politique, député de la Seine-Maritime puis député de Paris, député européen |
| 1958      | Roland Glowinski                               | mécanicien, membre de l'Académie des sciences |
| 1958      | Jean Peyrelevade                               | homme d'affaires et homme politique, président-directeur général de Suez et du Crédit lyonnais |
| 1958      | Serge Tchuruk                                  | président-directeur général d'Alcatel |
| 1959      | Michel Aglietta                                | économiste |
| 1959      | Jean Bergougnoux                               | directeur général d'EDF puis président de la SNCF |
| 1959      | Philippe Ciarlet                               | mathématicien, membre de l'Académie des sciences |
| 1959      | Yves Franchet                                  | statisticien |
| 1959      | Philippe Herzog                                | homme politique, administrateur de l'Institut pour l'éducation financière du public (IEFP) |
| 1959      | Jean-Michel Hubert                             | haut fonctionnaire |
| 1959      | Francis Mer                                    | industriel et homme politique, ministre de l'Économie |
| 1959      | Jean Salençon                                  | scientifique, mécanicien, membre de l'Académie des sciences, professeur à l'École polytechnique |
| 1960      | Jean-Louis Beffa                               | homme d'affaires, président-directeur général de Saint-Gobain |
| 1960      | Alain Bensoussan                               | mathématicien, membre de l'Académie des sciences, membre de l'Académie des technologies |
| 1960      | Bertrand Collomb                               | homme d'affaires, président de Lafarge, membre de l'Académie des sciences morales et politiques |
| 1960      | Michel Combarnous                              | mécanicien |
| 1960      | Alain Desrosières                              | statisticien et sociologue |
| 1960      | Michel Didier                                  | économiste |
| 1960      | Jean-Pierre Dupuy                              | philosophe, membre de l'Académie des technologies |
| 1960      | Pierre Faurre                                  | homme d'affaires, président-directeur général de SAGEM, scientifique, membre de l'Académie des sciences |
| 1960      | Jean-René Fourtou                              | homme d'affaires, président du conseil de surveillance de Vivendi |
| 1960      | Jean Ichbiah                                   | informaticien, principal concepteur du langage de programmation Ada |
| 1960      | Daniel Kaplan                                  | physicien, membre de l'Académie des sciences |
| 1960      | Jacques Mairesse                               | économiste |
| 1960      | Guy Paillotin                                  | ingénieur |
| 1960      | Christian Sautter                              | homme politique, ministre |
| 1960      | Michel Volle                                   | économiste |
| 1960      | Émile Zuccarelli                               | homme politique, ministre |
| 1961      | Frédéric d'Allest                              | ingénieur |
| 1961      | Philippe Auberger                              | homme politique, haut fonctionnaire, député de l'Yonne |
| 1961      | Thierry Aubin                                  | mathématicien, membre de l'Académie des sciences |
| 1961      | François Audouze                               | |
| 1961      | Yves Cousquer                                  | |
| 1961      | Rémi Després                                   | ingénieur et entrepreneur, concepteur de l'avis X.25, directeur technique de Transpac |
| 1961      | Gérard Eymery                                  | président-directeur général de France Telecom Multimédia |
| 1961      | Claude Mandil                                  | directeur exécutif de l'Agence internationale de l'énergie (AIE) |
| 1961      | Jacques Ninio                                  | biologiste |
| 1961      | Michel Pébereau                                | président-directeur général de BNP Paribas, membre de l'Académie des sciences morales et politiques |
| 1961      | Étienne Pflimlin                               | président de la Confédération du Crédit mutuel |
| 1961      | Paul Quilès                                    | ministre de la Défense, puis des Postes, des Télécommunications et de l'Espace |
| 1961      | Pierre Richard                                 | président de Dexia |
| 1961      | Hubert Zimmermann                              | chef d'entreprise, ingénieur et investisseur |
| 1962      | Jean-Paul Alduy                                | homme politique, maire de Perpignan |
| 1962      | Albert Bijaoui                                 | astronome |
| 1962      | Jean-Paul Béchat                               | président du directoire de SAFRAN |
| 1962      | Pierre Gadonneix                               | président-directeur général d'EDF |
| 1962      | Roger Guesnerie                                | économiste, professeur au Collège de France |
| 1962      | Philippe Kourilsky                             | biologiste, professeur au Collège de France, membre de l'Académie des sciences, professeur à l'institut Pasteur |
| 1962      | Jean-Yves Lallemand                            | chimiste, membre de l'Académie des sciences, professeur à l'École Polytechnique |
| 1962      | Didier Lombard                                 | président-directeur général de France Télécom |
| 1962      | Jacques Vernier                                | homme politique, maire de Douai |
| 1963      | Jacques Attali                                 | économiste, écrivain, conseiller spécial du président de la République François Mitterrand |
| 1963      | Denis Badré                                    | homme politique, sénateur des Hauts-de-Seine, haut fonctionnaire |
| 1963      | André Bellon                                   | président de la Commission des affaires étrangères de l'Assemblée nationale, écrivain |
| 1963      | Paul Champsaur                                 | directeur général de l'Insee, président de l'ARCEP, président de l'Autorité de la statistique publique |
| 1963      | Alain Chenciner                                | mathématicien, chercheur en mathématiques appliquées à la mécanique céleste |
| 1963      | Guy Dollé                                      | président-directeur général d'Arcelor |
| 1963      | Michaël Herman                                 | mathématicien, membre de l'Académie des sciences |
| 1963      | Jacques-Antoine Kosciusko-Morizet              | |
| 1963      | François Laudenbach                            | mathématicien, professeur à l’université de Nantes |
| 1963      | François Lureau                                | délégué général pour l'Armement |
| 1963      | Philippe Lagayette                             | vice-président de JPMorgan Europe Moyen-Orient Afrique |
| 1963      | Hervé Le Bras                                  | démographe directeur d'études à l'Institut national d'études démographiques, mathématicien et historien, enseignant à l'École des hautes études en sciences sociales |
| 1963      | Bernard Marti                                  | ingénieur, un des inventeurs du Minitel |
| 1963      | Thierry de Montbrial                           | économiste, président de l'Académie des sciences morales et politiques, professeur à l'École polytechnique |
| 1963      | Jean Monville                                  | président d'honneur de la Société parisienne pour l'industrie électrique (SPIE) |
| 1963      | Alain-Jacques Valleron                         | professeur de médecine, membre de l'Académie des sciences |
| 1964      | Michel Bernard                                 | président d'Air Inter et directeur de l'ANPE |
| 1964      | Bernard Cabane                                 | physicien et chimiste |
| 1964      | Thierry Desmarest                              | président de Total |
| 1964      | Bruno Durieux                                  | homme politique |
| 1964      | Gilles Kahn                                    | président de l'INRIA, membre de l'Académie des sciences |
| 1964      | Claude Martinand                               | haut fonctionnaire |
| 1964      | Philippe Ouédraogo                             | homme politique |
| 1964      | Jean-François Roverato                         | président-directeur général d'Eiffage |
| 1964      | François de Witt                               | journaliste |
| 1965      | Paul-Louis Arslanian                           | directeur du Bureau d'enquêtes et d'analyses pour la sécurité de l'aviation civile |
| 1965      | Pierre Avenas                                  | haut fonctionnaire |
| 1965      | Jean-Paul Bailly                               | président du groupe La Poste |
| 1965      | Alain Bravo                                    | homme d'affaires |
| 1965      | Jean-Marc Deshouillers                         | professeur de mathématiques, président des commissions d'examen d’entrée à l'École polytechnique |
| 1965      | Noël Forgeard                                  | président-directeur général d'Airbus |
| 1965      | Jean-Jacques Ekindi                            | homme politique |
| 1965      | Claude Gondard                                 | illustrateur et médailleur |
| 1965      | Michel Gondran                                 | mathématicien, informaticien et physicien |
| 1965      | Pierre-Henri Gourgeon                          | directeur général d'Air France - KLM |
| 1965      | Mohamed Kabbaj                                 | homme politique, ministre des Travaux publics du Maroc |
| 1965      | Guy Laroque                                    | économiste |
| 1965      | François Ledrappier                            | mathématicien |
| 1965      | Marcel Lesieur                                 | professeur à l'INPG, mécanicien, membre de l'Académie des sciences |
| 1965      | Gérard Mégie                                   | chercheur, président du CNRS, membre de l'Académie des sciences |
| 1965      | Hubert Peigné                                  | coordonnateur interministériel pour le développement de l’usage du vélo |
| 1965      | Marc Tessier                                   | président de France télévisions |
| 1965      | Claude Thélot                                  | haut fonctionnaire |
| 1965      | Michel Virlogeux                               | ingénieur-constructeur structurel de ponts et viaducs |
| 1966      | Francis Berthelot                              | écrivain, notamment connu pour ses ouvrages de science-fiction |
| 1966      | Jean-Pierre Bourguignon                        | mathématicien, directeur de l'Institut des hautes études scientifiques |
| 1966      | Michel Caboche                                 | biologiste, membre de l'Académie des sciences |
| 1966      | Yves Carcelle                                  | président-directeur général de Louis Vuitton |
| 1966      | Jean-Loup Chenot                               | scientifique |
| 1966      | Yannick d'Escatha                              | président du CNES, président du conseil d'administration de l’École polytechnique |
| 1966      | Jean-Martin Folz                               | président-directeur général de PSA Peugeot Citroën |
| 1966      | Jean-Louis Gergorin                            | membre du comité exécutif du groupe EADS, impliqué dans l'affaire Clearstream 2 |
| 1966      | Alain Lipietz                                  | homme politique |
| 1966      | Jean-Louis Masson                              | homme politique, sénateur de la Moselle |
| 1966      | Pierre-André Périssol                          | homme politique, député de l'Allier |
| 1966      | Olivier Pironneau                              | mécanicien, membre de l'Académie des sciences |
| 1966      | Christian Scherer                              | ingénieur |
| 1966      | Michel Spiro                                   | physicien |
| 1966      | Christian Stoffaës                             | économiste |
| 1967      | André Aurengo                                  | médecin, membre de l'Académie nationale de médecine |
| 1967      | Gérard Berry                                   | scientifique, membre de l'Académie des sciences |
| 1967      | Jean-Michel Bismut                             | scientifique, membre de l'Académie des sciences |
| 1967      | Pierre-Noël Giraud                             | économiste |
| 1967      | Hervé Loilier                                  | peintre contemporain et professeur d'Histoire de l'art, missaire |
| 1967      | Patrick Maugein                                | homme d'affaires |
| 1967      | Jacques Mistral                                | économiste |
| 1967      | Jean-Pierre Rodier                             | président-directeur général de Péchiney |
| 1968      | Olivier Appert                                 | haut fonctionnaire |
| 1968      | Jean-Michel Charpin                            | directeur général de l'Insee, économiste |
| 1968      | Olivier Faugeras                               | informaticien, membre de l'Académie des sciences |
| 1968      | Philippe Flajolet                              | informaticien, membre de l'Académie des sciences |
| 1968      | Pierre Graff                                   | président-directeur général des Aéroports de Paris |
| 1968      | Bernard Helffer                                | mathématicien |
| 1968      | Henry de Lesquen                               | haut fonctionnaire |
| 1968      | Dominique Maillard                             | |
| 1968      | Jacques Mazoyer                                | informaticien |
| 1968      | Gérard Mestrallet                              | président-directeur général de Engie |
| 1968      | Jacques Repussard                              | |
| 1968      | Laurent Thévenot                               | économiste |
| 1968      | Michel Vieillefosse                            | |
| 1969      | Bernard Arnault                                | président-directeur général de LVMH |
| 1969      | Rémi Caron                                     | haut fonctionnaire |
| 1969      | Dominique Casajus                              | anthropologue |
| 1969      | Pierre de Lauzun                               | haut fonctionnaire |
| 1969      | André Masson                                   | économiste |
| 1969      | Bruno Mégret                                   | homme politique, fondateur du Mouvement national républicain |
| 1969      | Hubert du Mesnil                               | haut fonctionnaire, président-directeur général de Réseau ferré de France (RFF) |
| 1969      | Bertrand Meyer                                 | créateur du langage de programmation Eiffel |
| 1969      | Arnold Migus                                   | scientifique, directeur général du Centre national de la recherche scientifique (CNRS) |
| 1969      | Gilles Pisier                                  | mathématicien, membre de l'Académie des sciences |
| 1969      | Pierre Pringuet                                | administrateur directeur général délégué de Pernod Ricard |
| 1970      | Patrick Artus                                  | économiste en chef de Natixis |
| 1970      | Antoine Compagnon                              | historien de la littérature, professeur au Collège de France |
| 1970      | Nicolas Curien                                 | économiste |
| 1970      | Jean-Paul Herteman                             | président-directeur général de Safran |
| 1970      | Yves Mansion                                   | président-directeur général de la Société foncière lyonnaise |
| 1970      | Denis Ranque                                   | président-directeur général de Thales, puis président de Technicolor et président du conseil d'administration d'Airbus Group |
| 1970      | Henri Sterdyniak                               | économiste |
| 1971      | Jacques Biot                                   | ingénieur et entrepreneur |
| 1971      | François Drouin                                | banquier et entrepreneur |
| 1971      | Bertrand Lemoine                               | architecte, ingénieur et enseignant, directeur de l'Atelier international du Grand Paris |
| 1971      | Didier Maufras                                 | architecte |
| 1971      | André Orléan                                   | économiste |
| 1971      | Bernard Perret                                 | économiste |
| 1971      | Jean-Marie Petitclerc                          | prêtre catholique salésien, éducateur spécialisé, fondateur du Valdocco à Argenteuil |
| 1972      | Hervé Arribart                                 | chimiste et physicien |
| 1972      | Anne Chopinet                                  | première femme major de l'X, présidente de l'ERAP |
| 1972      | Erik Decamp                                    | guide de haute montagne |
| 1972      | Jean-Marie Duthilleul                          | architecte |
| 1972      | Mohamed Hassad                                 | homme politique, ministre de l'Intérieur du Maroc |
| 1972      | Paul Hermelin                                  | président-directeur général de Cap Gemini |
| 1972      | Michel Kasser                                  | géodésien, directeur de l'École supérieure des géomètres et topographes (ESGT) et de l'École nationale des sciences géographiques (ENSG) |
| 1972      | Emmanuel Rosencher                             | physicien. Dans l'annuaire des diplômés de Polytechnique, il apparaît sous le nom de Gilles Rosencher. |
| 1972      | Dominique Senequier                            | présidente d'Ardian |
| 1972      | Gérald Tenenbaum                               | mathématicien et écrivain |
| 1972      | Michel Wachenheim                              | ambassadeur et représentant permanent de la France auprès de l’OACI |
| 1973      | Gérard Araud                                   | ambassadeur |
| 1973      | Jean-Jacques Augier                            | éditeur et homme d'affaires |
| 1973      | Benoît Génuini                                 | président d’Accenture France de 1995 à 2005 |
| 1973      | Hervé Guillou                                  | président de DCNS |
| 1973      | Marion Guillou                                 | présidente-directrice générale de l'INRA, présidente du conseil d'administration de l'École polytechnique |
| 1973      | Xavier Huillard                                | administrateur, directeur général de Vinci |
| 1973      | Patrick Kron                                   | président-directeur général d'Alstom |
| 1973      | Patrick Leleu                                  | président-directeur général d'Infogrames |
| 1973      | Jean-Bernard Lévy                              | président du directoire de Vivendi, président-directeur général de Thales puis président d’Électricité de France |
| 1973      | Patrick Le Tallec                              | mathématicien |
| 1973      | François Loos                                  | homme politique, ministre |
| 1973      | Pierre-Henri Paillet                           | haut fonctionnaire |
| 1973      | Reynald Seznec                                 | chef d'entreprise |
| 1973      | Jean Tirole                                    | économiste, médaille d'or du CNRS, prix Nobel d’économie 2014 |
| 1973      | Philippe Varin                                 | président du directoire de PSA Peugeot Citroën |
| 1973      | Luc Vigneron                                   | président-directeur général de Thales |
| 1974      | Driss Benhima                                  | président-directeur général de Royal Air Maroc |
| 1974      | Carlos Ghosn                                   | président-directeur général de Renault-Nissan |
| 1974      | Gilles Michel                                  | président-directeur général d'Imerys |
| 1974      | Christophe Midler                              | |
| 1974      | Charbel Nahas                                  | économiste et homme politique libanais, ministre des Télécommunications puis du Travail |
| 1974      | Patrick Pélata                                 | directeur général délégué de Renault |
| 1975      | Christian Albecker                             | banquier et haut fonctionnaire |
| 1975      | Kamel Ben Naceur                               | ministre de l'Industrie, de l'Énergie et des Mines de Tunisie |
| 1975      | Fokko du Cloux                                 | mathématicien |
| 1975      | François-Xavier Deniau                         | ambassadeur |
| 1975      | Rose Dieng-Kuntz                               | première femme africaine ayant intégré l'École polytechnique, a travaillé à l'INRIA |
| 1975      | Jean-Michel Coron                              | mathématicien, membre de l'Académie des sciences |
| 1975      | Jean-Paul Faugère                              | directeur de cabinet du Premier ministre François Fillon |
| 1975      | Alain Grandjean                                | consultant, spécialiste dans le domaine de l'énergie et du climat |
| 1975      | Pierre Jacquet                                 | économiste |
| 1975      | Hervé Zwirn                                    | physicien |
| 1976      | Chakib Benmoussa                               | ambassadeur du Maroc en France, ministre de l'Intérieur du Maroc |
| 1976      | Jean-Louis Dessalles                           | chercheur en intelligence artificielle et sciences cognitives, professeur à Télécom ParisTech |
| 1976      | Paul Friedel                                   | ingénieur |
| 1976      | Taïeb Hadhri                                   | homme politique |
| 1976      | Francis Kramarz                                | économiste |
| 1976      | Jean-Marie Messier                             | président-directeur général de Vivendi Universal |
| 1976      | Alain Rossmann                                 | entrepreneur, « évangéliste d'Apple » pour le Macintosh et l'un des fondateurs du protocole WAP |
| 1976      | Serge Salat                                    | directeur du Laboratoire des morphologies urbaines, architecte et écrivain |
| 1977      | Dove Attia                                     | producteur de comédies musicales, juré dans l'émission Nouvelle Star |
| 1977      | Yves Demay                                     | directeur général de l'École polytechnique de 2012 à 2016 |
| 1977      | Antoine Frérot                                 | président-directeur général de Veolia Environnement |
| 1977      | Frédéric Gagey                                 | président-directeur général d'Air France |
| 1977      | Bernard Larrouturou                            | directeur général du CEREMA, directeur général du CNRS, président-directeur général de l'INRIA |
| 1977      | Hervé Mariton                                  | ministre de l'Outre-mer, député de la Drôme, maire de Crest |
| 1977      | Luc Ravel                                      | évêque aux armées puis archevêque de Strasbourg |
| 1977      | Pierre Tapie                                   | président de la Conférence des grandes écoles |
| 1977      | Olivier Zarrouati                              | chef d'entreprise et ingénieur |
| 1978      | Jean-François Clervoy                          | spationaute de l'ESA, président-directeur général de Novespace |
| 1978      | Frédéric Dardel                                | biologiste moléculaire, président de l'université Paris-Descartes |
| 1978      | François Enaud                                 | président-directeur général de la SSII Steria |
| 1978      | Alexandre Moatti                               | écrivain et éditeur scientifique |
| 1978      | Didier Tabuteau                                | responsable de la chaire Santé à Sciences Po |
| 1978      | François Villeroy de Galhau                    | gouverneur de la Banque de France |
| 1978      | Thierry Weil                                   | |
| 1979      | Luc Dormieux                                   | ingénieur général des ponts et chaussées, enseignant et chercheur |
| 1979      | Fabienne Keller                                | maire de Strasbourg, sénatrice |
| 1979      | Bernard Lapeyre                                | mathématicien, un des pionniers des mathématiques financières |
| 1979      | Jean-Yves Naouri                               | homme d'affaires et chef d'entreprise |
| 1980      | Antoine Bouvier                                | président-directeur général de MBDA |
| 1980      | Fabrice Brégier                                | directeur général délégué d'Airbus |
| 1980      | Robert Calcagno                                | directeur général de l’Institut océanographique de Monaco |
| 1980      | Antoine Georges                                | physicien, membre de l'Académie des sciences |
| 1980      | Éric Labaye                                    | consultant, dirigeant d'entreprise |
| 1980      | Frédéric Van Roekeghem                         | directeur général de la CNAMTS et de l'UNCAM |
| 1980      | Jean-Luc Tavernier                             | économiste, directeur général de l'Insee |
| 1981      | Alexandre de Juniac                            | président-directeur général de Air France-KLM, directeur général de l'IATA |
| 1981      | Olivier Andriès                                | directeur général de Safran |
| 1981      | Gilles Bloch                                   | médecin |
| 1981      | Élisabeth Borne                                | président-directeur général de la RATP, ministre chargée des Transports, ministre de la Transition écologique et solidaire, ministre du Travail, de l'Emploi et de l'Insertion, Première ministre                                                                                                 |
| 1981      | Yves Bréchet                                   | spécialiste des matériaux, membre de l'Académie des sciences, membre du comité de l’Énergie atomique, haut-commissaire à l’Énergie atomique |
| 1981      | Michel Combes                                  | directeur des opérations d'Altice, président directeur général du groupe SFR |
| 1981      | Bernard Fontana                                | chef d'entreprise |
| 1981      | Jean-Marc Jancovici                            | consultant, spécialiste dans le domaine de l'énergie et du climat |
| 1981      | Stéphane Mallat                                | mathématicien, membre de l'Académie des sciences |
| 1981      | Éric Maurin                                    | économiste |
| 1981      | Frédéric Oudéa                                 | président-directeur général de la Société générale |
| 1981      | Michel Paulin                                  | directeur général de OVH |
| 1981      | Bernard Salanié                                | économiste |
| 1981      | Jean-Pierre Mustier                            | banquier |
| 1981      | Pascale Sourisse                               | vice-présidente exécutive international du groupe Thales |
| 1981      | Tidjane Thiam                                  | directeur général de Crédit suisse |
| 1981      | Mongi Marzouk                                  | ministre tunisien des technologies du numérique et ministre de l'énergie et de la transition énergétique |
| 1982      | Saïd Aïdi                                      | homme politique |
| 1982      | Bruno Bézard                                   | directeur général de l'APE |
| 1982      | Jean-David Chamboredon                         | entrepreneur |
| 1982      | Jean-Christophe Hervé                          | statisticien, spécialiste d'inventaire forestier |
| 1982      | Anne-Marie Lagrange                            | astrophysicienne, membre de l'Académie des sciences |
| 1982      | Philippe Perrin                                | spationaute |
| 1982      | Gilles Saint-Paul                              | économiste, directeur de recherche au CNRS |
| 1983      | Grégoire Allaire                               | mathématicien |
| 1983      | Jean-Marc Alliot                               | ingénieur, haut-fonctionnaire et chercheur |
| 1983      | Éric Denoyer                                   | chef d'entreprise |
| 1983      | Patrick Drahi                                  | président-fondateur de l'Altice |
| 1983      | Mohamed Frikha                                 | directeur de Telnet et président de Syphax Airlines |
| 1983      | Thierry Le Hénaff                              | président-directeur général d'Arkema |
| 1983      | Patrick Pouyanné                               | président-directeur général du groupe Total |
| 1983      | Alain Seban                                    | président du Centre national d'art et de culture Georges-Pompidou |
| 1983      | Jacques Veyrat                                 | président-directeur général de Neuf Cegetel |
| 1984      | François Bourdoncle                            | cofondateur et directeur de la stratégie d'Exalead |
| 1984      | Vincent Fleury                                 | biophysicien |
| 1984      | Nicolas Schimel                                | directeur général d'Aviva France |
| 1985      | Pierre Anjolras                                | chef d'entreprise |
| 1985      | Alexis Bonnet                                  | mathématicien et financier |
| 1985      | Gilles Dowek                                   | informaticien et logicien |
| 1985      | Nejla Moalla Harrouch                          | femme politique |
| 1985      | Philippe Hayat                                 | chef d'entreprise |
| 1985      | Nicolas Moreau                                 | chef d'entreprise, ancien directeur d'AXA France |
| 1985      | Karim Zaz                                      | chef d'entreprise |
| 1986      | Pierre Berger                                  | président du groupe Eiffage |
| 1986      | Antoine Joux                                   | cryptologue |
| 1986      | Philippe Léglise-Costa                         | |
| 1986      | Patrick Pailloux                               | directeur technique de la DGSE et directeur général de l'ANSSI |
| 1986      | Jérôme Pécresse                                | président et directeur opérationnel de General Electric Renewable Energy, époux de Valérie Pécresse |
| 1986      | François Taddéi                                | biologiste, directeur du CRI |
| 1986      | Benjamin Werner                                | chercheur en informatique, frère du mathématicien lauréat de la médaille Fields, Wendelin Werner |
| 1986      | Patrick Ky                                     | haut fonctionnaire européen, président de l'Agence européenne de la sécurité aérienne |
| 1986      | David Martimort                                | économiste |
| 1987      | Benoît Cœuré                                   | directeur général de l'Agence France Trésor, membre du directoire de la Banque centrale européenne |
| 1987      | Guillaume Faury                                | chef d'entreprise, président exécutif du groupe Airbus |
| 1987      | Pierre-Olivier Gourinchas                      | économiste |
| 1987      | Jean-Marc Germain                              | homme politique |
| 1987      | Roland Lescure                                 | économiste |
| 1988      | Laurent-Emmanuel Calvet                        | économiste |
| 1988      | Delphine Gény-Stephann                         | haute fonctionnaire, femme politique |
| 1988      | Vincent Guigueno                               | historien, conservateur du patrimoine |
| 1988      | Henri Poupart-Lafarge                          | chef d'entreprise |
| 1988      | Luc Rémont                                     | chef d'entreprise |
| 1989      | Benoit Bazin                                   | président-directeur général de Saint-Gobain |
| 1989      | Christophe Breuil                              | mathématicien |
| 1989      | Patrice Caine                                  | haut fonctionnaire et dirigeant d'entreprise |
| 1989      | Antoni Calvo-Armengol                          | économiste |
| 1989      | Marc Fleury                                    | fondateur de JBoss |
| 1989      | Sylvie Jéhanno                                 | dirigeante d'entreprise |
| 1989      | Gilles Le Blanc                                | économiste |
| 1989      | Nicolas Véron                                  | économiste |
| 1990      | Jérôme Bastianelli                             | biographe et critique musical |
| 1990      | Isabelle Sorente                               | écrivaine |
| 1990      | Étienne Wasmer                                 | économiste |
| 1991      | Xavier Caïtucoli                               | entrepreneur |
| 1991      | Vincent Champain                               | économiste |
| 1991      | Vincent Chriqui                                | homme politique |
| 1991      | Jean-Charles Fitoussi                          | réalisateur |
| 1991      | Thomas Paris                                   | écrivain |
| 1991      | Benoît Ribadeau-Dumas                          | haut fonctionnaire |
| 1992      | Sébastien Bohler                               | journaliste, chroniqueur et écrivain |
| 1992      | Estelle Brachlianoff                           | ingénieure et dirigeante d'entreprise |
| 1992      | Randal Douc                                    | acteur et mathématicien |
| 1992      | Nicolas Ferrand                                | haut fonctionnaire |
| 1992      | Éric Freyssinet                                | gendarme, scientifique et essayiste |
| 1992      | Isabelle Gallagher                             | mathématicienne |
| 1992      | David Gallezot                                 | fondateur de la société Avions Mauboussin |
| 1992      | Nathalie Kosciusko-Morizet                     | femme politique, ministre de l'Écologie, du Développement durable, des Transports et du Logement |
| 1992      | Franck Ramus                                   | chercheur en sciences cognitives |
| 1992      | David Thesmar                                  | économiste |
| 1993      | Fabrice Bellard                                | programmeur informatique, détenteur du record mondial du calcul des décimales binaires du nombre π |
| 1993      | Karine Berger                                  | économiste, femme politique, députée |
| 1993      | Pascale Senellart                              | physicienne, médaille d'argent du CNRS |
| 1994      | Caroline Aigle                                 | première femme pilote de chasse à être affectée au sein d’un escadron de combat de l’Armée de l'air |
| 1994      | Antonin Baudry                                 | diplomate, scénariste de bandes dessinées, scénariste et réalisateur de cinéma |
| 1994      | Christel Heydemann                             | Directrice générale d'Orange |
| 1994      | Thomas Philippon                               | économiste |
| 1995      | Khalid Lachheb                                 | athlète de haut niveau |
| 1995      | Taoufik Lachheb                                | athlète de haut niveau |
| 1997      | Virginie Rozière                               | députée européenne |
| 1997      | Claudia de Rham                                | physicienne |
| 1997      | Karim Beguir                                   | entrepreneur |
| 1999      | Laura Chaubard                                 | directrice générale de l'École polytechnique |
| 1999      | Célia de Lavergne                              | femme politique |
| 2000      | Pierre Karleskind                              | député européen |
| 2000      | Vincent Strubel                                | ingénieur des Mines, spécialiste de la cybersécurité |
| 2001      | Abdourahmane Cissé                             | homme politique |
| 2001      | Jonathan Gilad                                 | pianiste |
| 2002      | Aliette de Bodard                              | écrivaine |
| 2003      | Paul Midy                                      | entrepreneur, homme politique |
| 2005      | Arthur Dénouveaux                              | essayiste, président de l'association de victimes des attentats du 13 novembre 2015 en France, Life for Paris, et directeur de cabinet au sein du groupe mutualiste Covéa. |
| 2006      | Morgane Riou                                   | triathlète, championne d'Europe de triathlon cross |
| 2007      | Lê Nguyên Hoang                                | mathématicien, vidéaste web |
| 2010      | Antonin Bergeaud                               | économiste |
| 2010      | Hong Wang                                      | mathématicienne |
| 2011      | Arthur Mensch                                  | cofondateur de Mistral AI |
| 2012      | Arnaud Prost                                   | ingénieur de l'armement, pilote de chasse, astronaute |
| 2017      | Benoît Halgand                                 | ingénieur des Mines, militant écologiste |
| 2020      | Augustin Reboul                                | kayakiste, vice-champion d'Europe en K1 sprint par équipe |

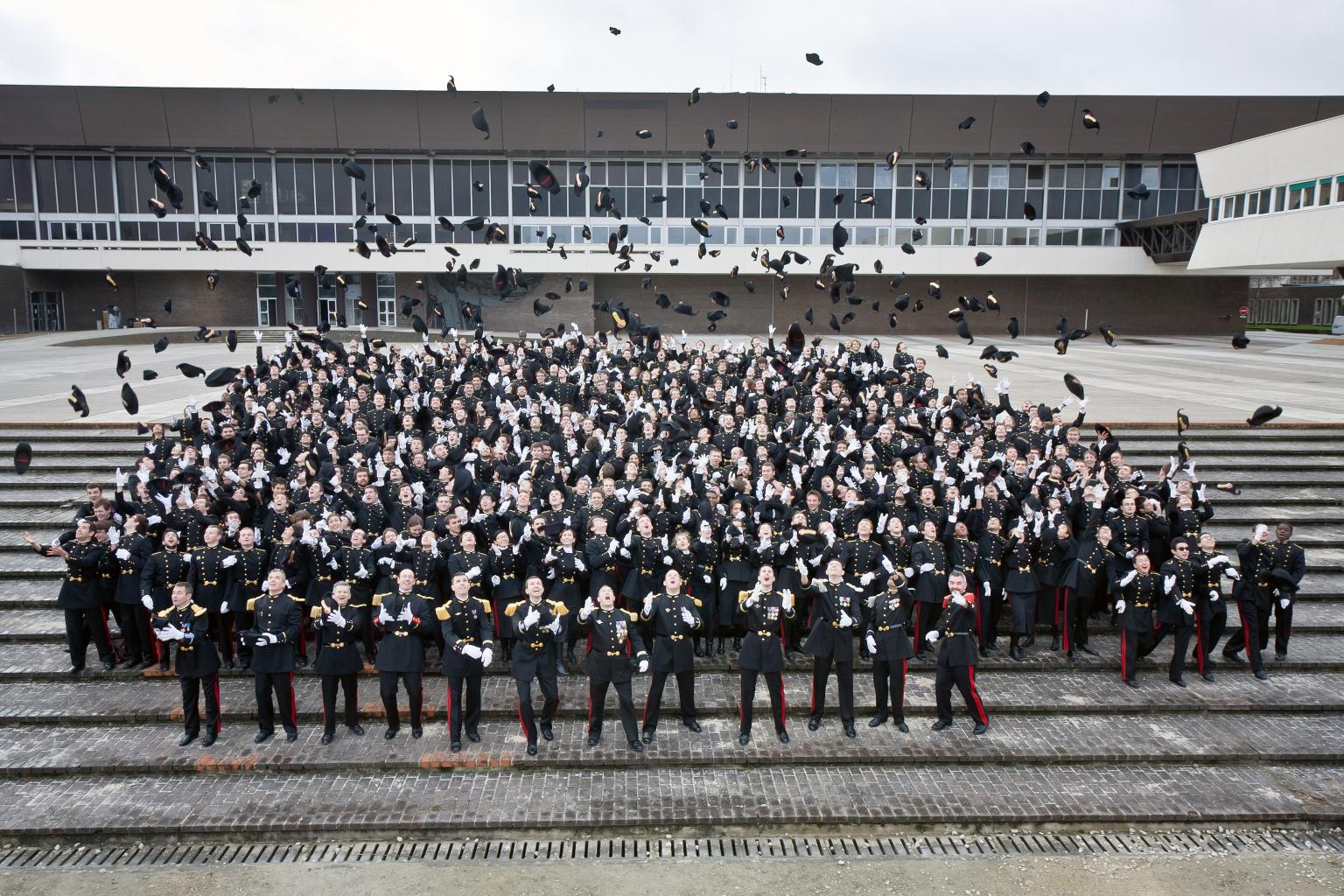
La promotion 2010.

## Pour approfondir